# Fonts del municipi de Solsona

## Deus naturals

### Font de Cal Grill
La font de Cal Grill és una font de broc amb aixeta metàl·lica del municipi de Solsona, a la comarca catalana del Solsonès.
Es troba a la riba dreta de la rasa de Cal Grill, sota el punt quilomètric 1,300 de la carretera de Solsona a Coll de Jou.En aquest punt i sortint de Solsona, ala dreta de la carretera surten dos camins des del mateix lloc amb un cartell indicador que hi posa "Cal Llarg") Just a l'altra banda de la carretera hi surt un caminet amb unes escales i un pontet fet amb una llosa de pedra que travessa la rasa de Cal Grill (vegeu galeria fotogràfica). Després de travessar el pontet s'arriba a un hortet amb un pou. Pràcticament a l'altre costat de l'hort en surt una renglera d'escales paral·leles a la rasa que baixen cap a la font.
És una de les fonts properes a Solsona que ha estat menys obrada.

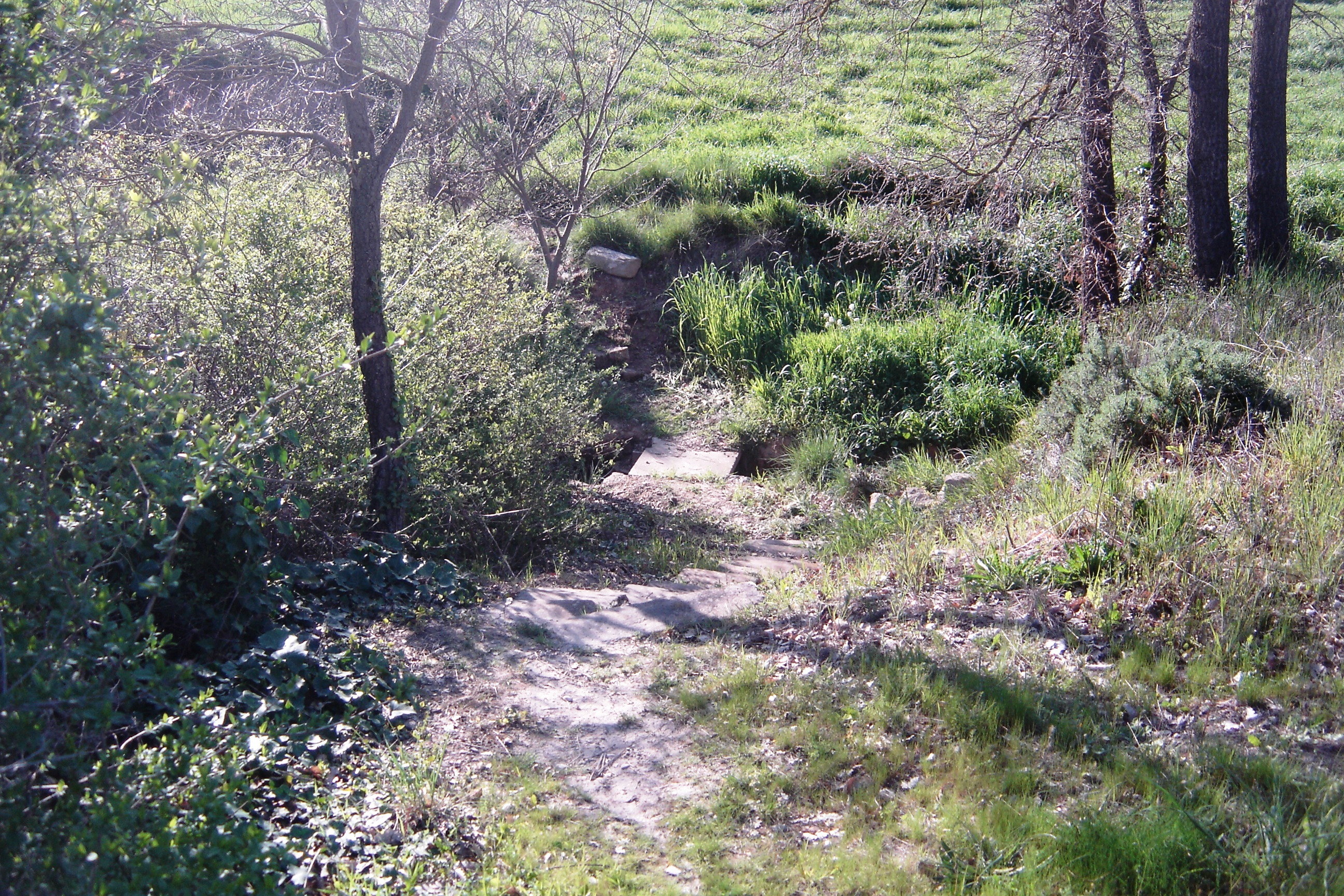
El pontet de pedra que cal travessar per anar a la font

### Font de la Fulla
La font de la Fulla és una font de broc metàl·lic obrada en pedra del municipi de Solsona, a la comarca catalana del Solsonès.
Es troba a tocar de la riba esquerra del Barranc de Pallarès al costat del camí bordejant aquest torrent, mena de Solsona fins a la Mare de la Font. A causa del seu cabal, habitualment força escàs, al broc sol haver-hi una fulla que ajuda que el rajolí de la font salti cap a la pica un xic més separat de la paret; d'aquí el seu nom.

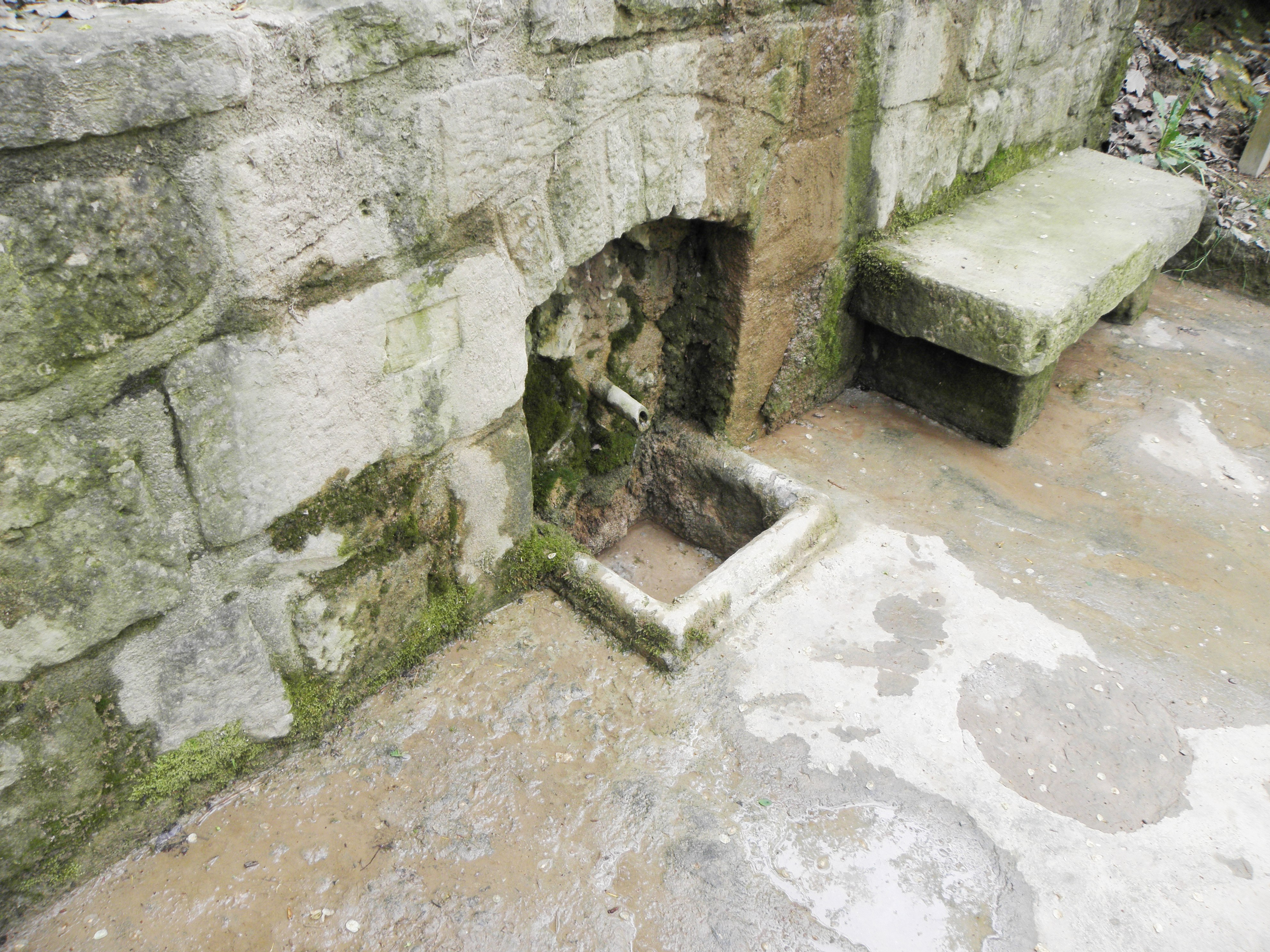
Font

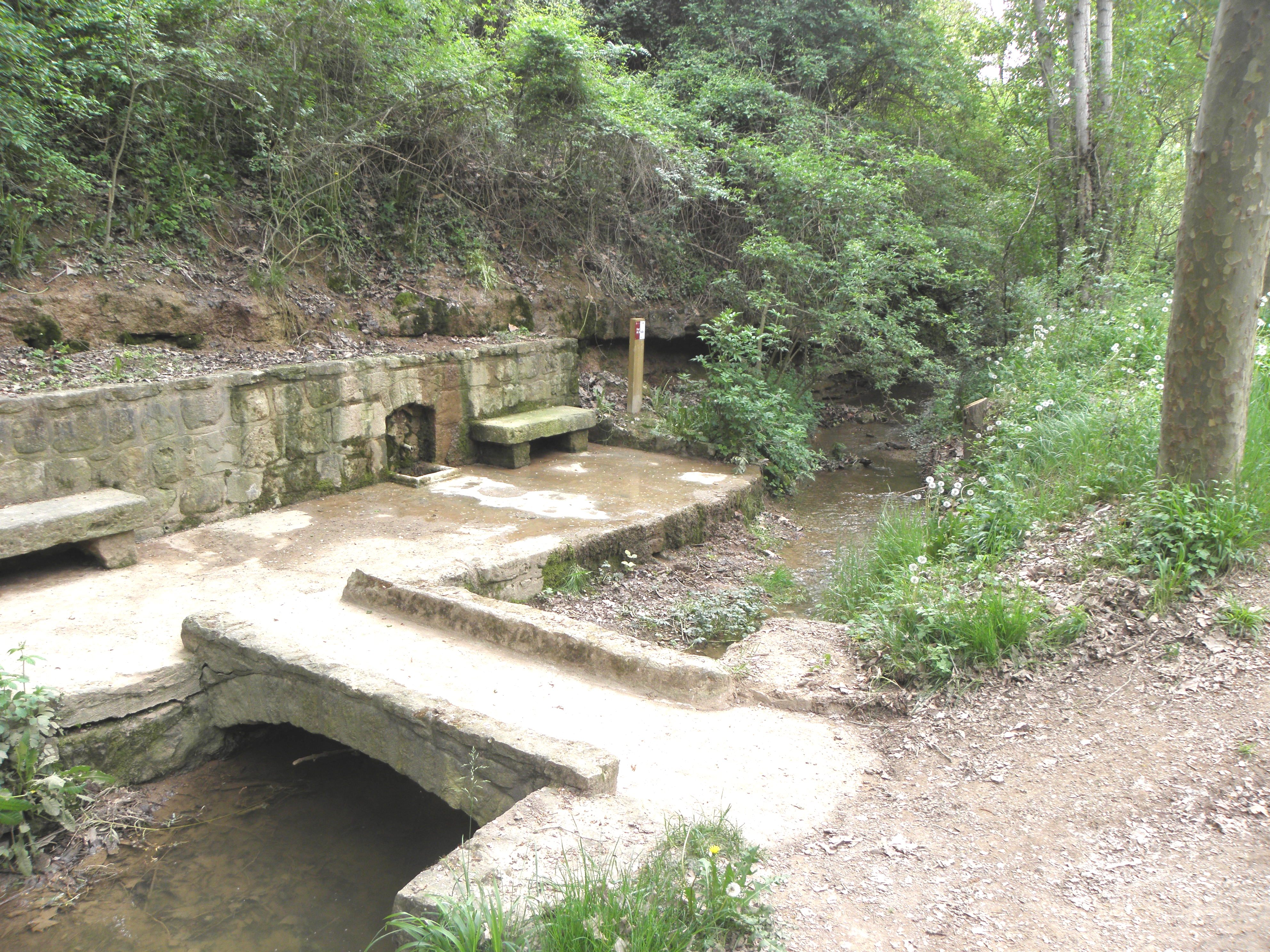
Vista de l'entorn de la font

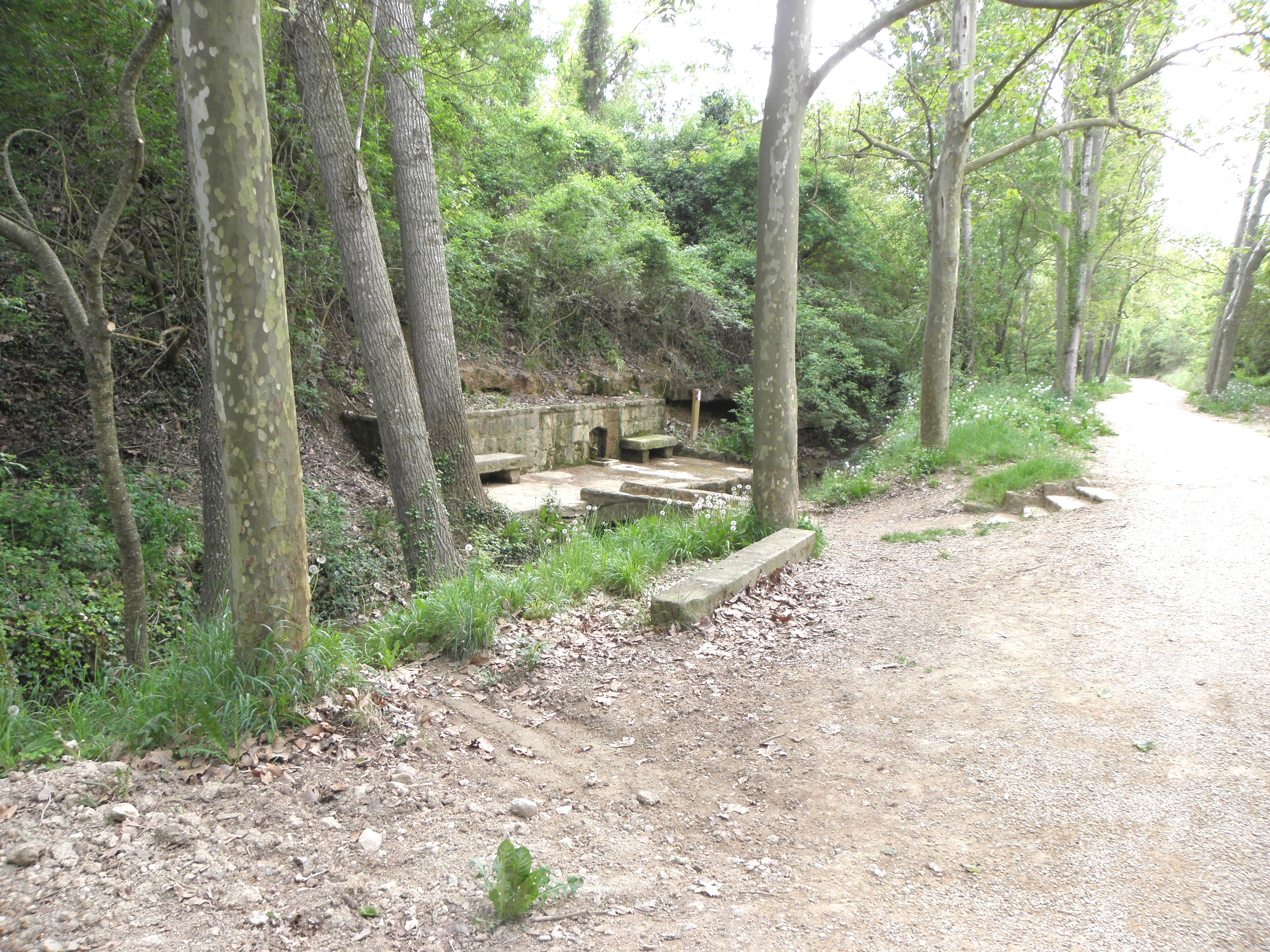
Camí que arriba a la font

### Font de la Mina
Vegeu: Font de la Mina

### Font de la Teuleria
Vegeu: Font dels Frares

### Font del Corb
La font del Corb és una font de broc obrada en pedra del municipi de Solsona, a la comarca catalana del Solsonès.
Es troba al just a la riba esquerra del riu Negre a uns 200 m. escassos després d'haver deixat enrere la darrera casa de la ciutat sortint-ne pel c/ de la Font del Corb.
En documentació de l'any 1444 és anomenada la font del gorg, però en l'any 1461 ja apareix amb l'actual denominació. En un altre document, aquest del segle xvi, s'hi deixa constància que es fan unes obres per adobar-la i s'hi construeix un abeurador.

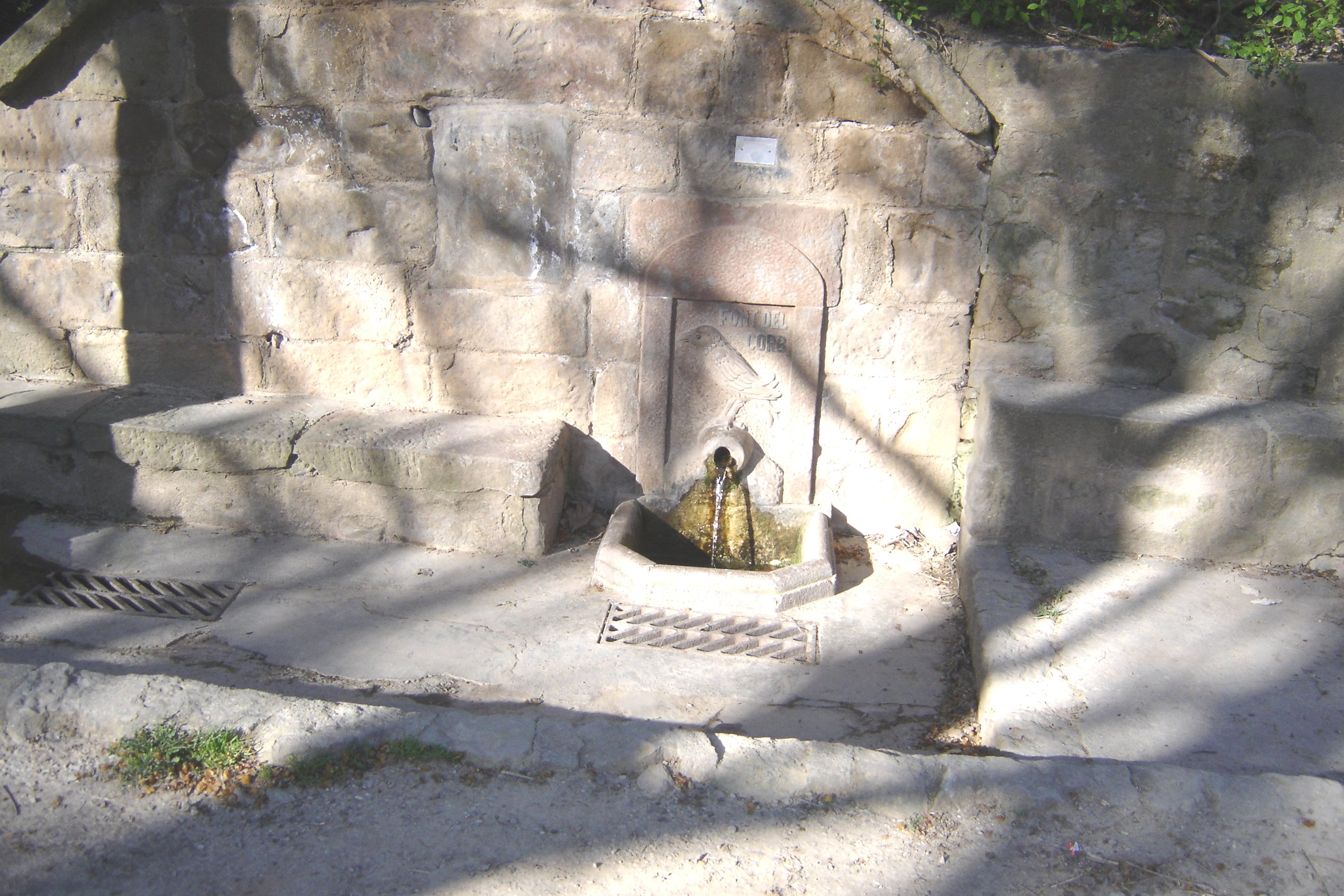
La font

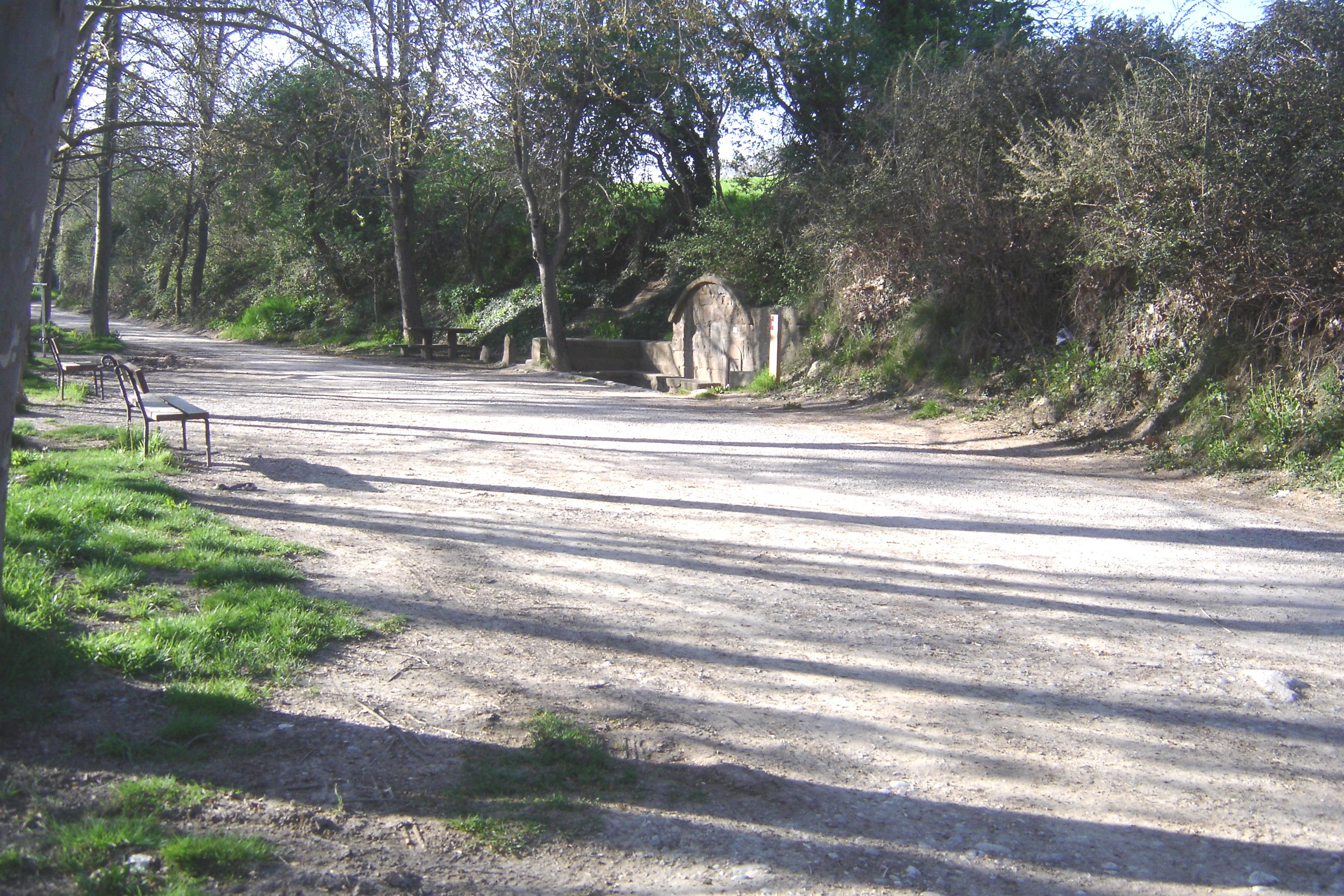
Camí que arriba a la font

### Font del Molí dels Capellans
Vegeu: Font del Molí dels Capellans

### Font dels Frares
Vegeu: Font dels Frares

### Font dels Masos
La font dels Masos és una font de broc del municipi de Solsona, a la comarca catalana del Solsonès.
Es troba al racó sud-oriental del parc.

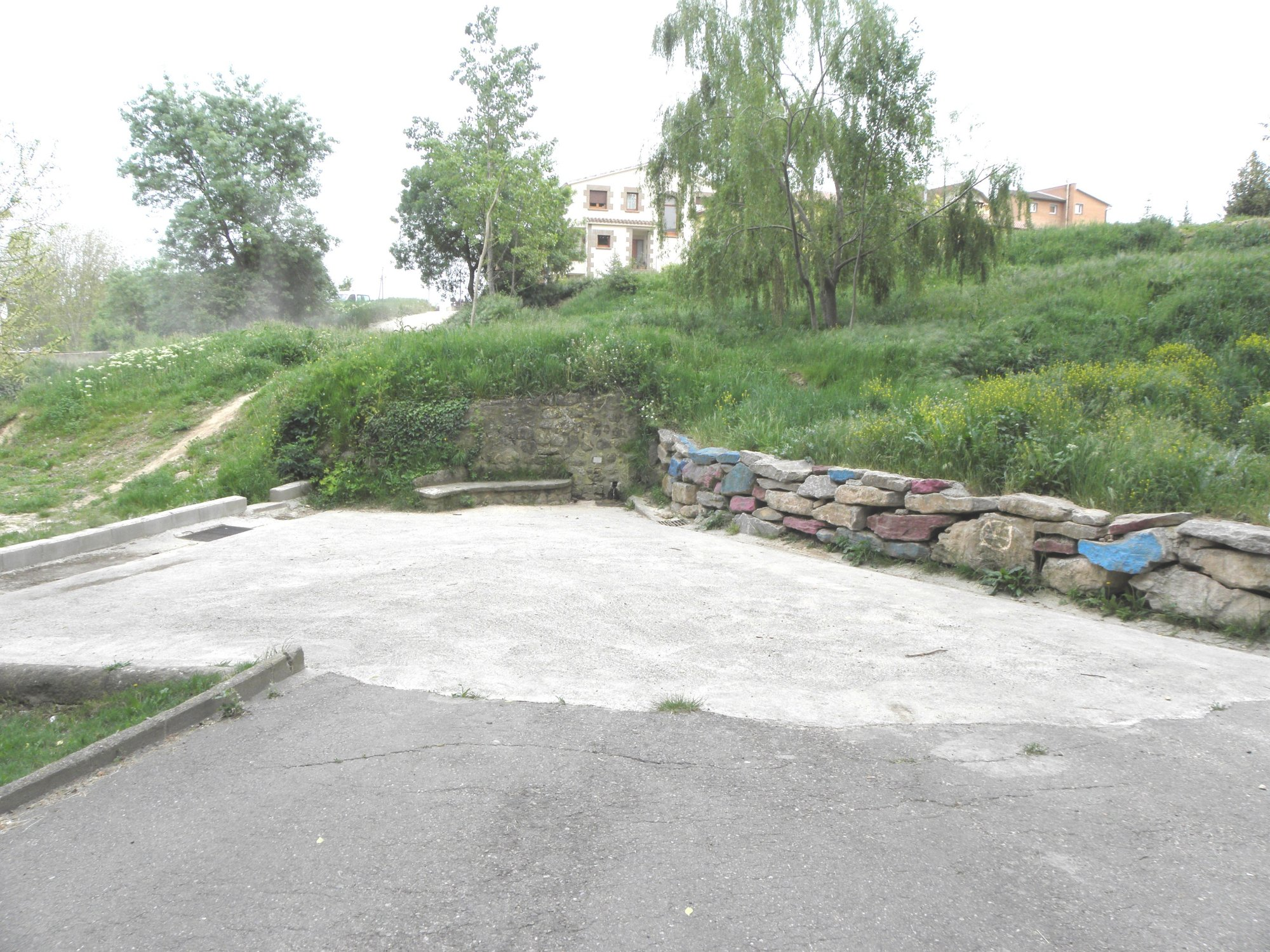
El racó del parc on hi ha la font

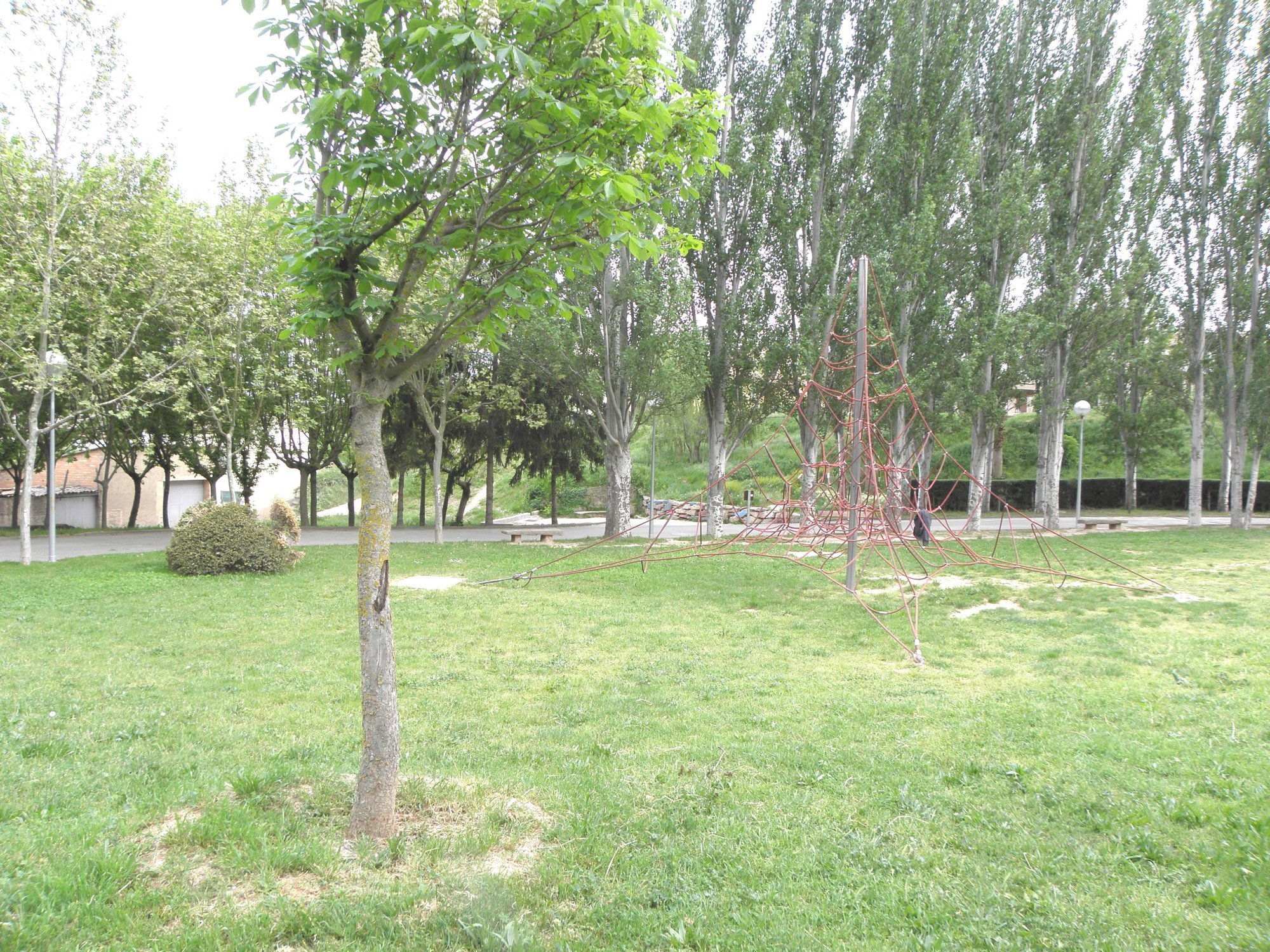
Vista general del parc amb la font al centre de la imatge

### Mare de la Font
Vegeu: Mare de la Font

## Fonts canalitzades

### Font de la Caputxina
La font de la Caputxina és una petita font d'aixeta metàl·lica de polsador de la ciutat de Solsona, a la comarca catalana del Solsonès.
No és una deu natural sinó que està connectada a la xarxa de proveïment d'aigües de la ciutat. Es troba a l'inici de la travessera de Sant Jaume, pràcticament a la cantonada amb la carretera de Torà.
Fins pràcticament a principis dels anys 80 aquesta zona dels barris de Sant Jaume i de Grup Josep Torregassa patien freqüents restriccions d'aigua, de manera que aquesta va ser una font molt utilitzada pels veïns d'aquests barris per a proveir-se d'aigua i als estius no era gens estrany veure-hi cues per a omplir galledes i altra mena de recipients.
El seu nom obeeix al fet que moltes de les cases del barri de Sant Jaume eren propietat de Dolors Fàbrega Costa, coneguda popularment amb el sobrenom de la Caputxina.

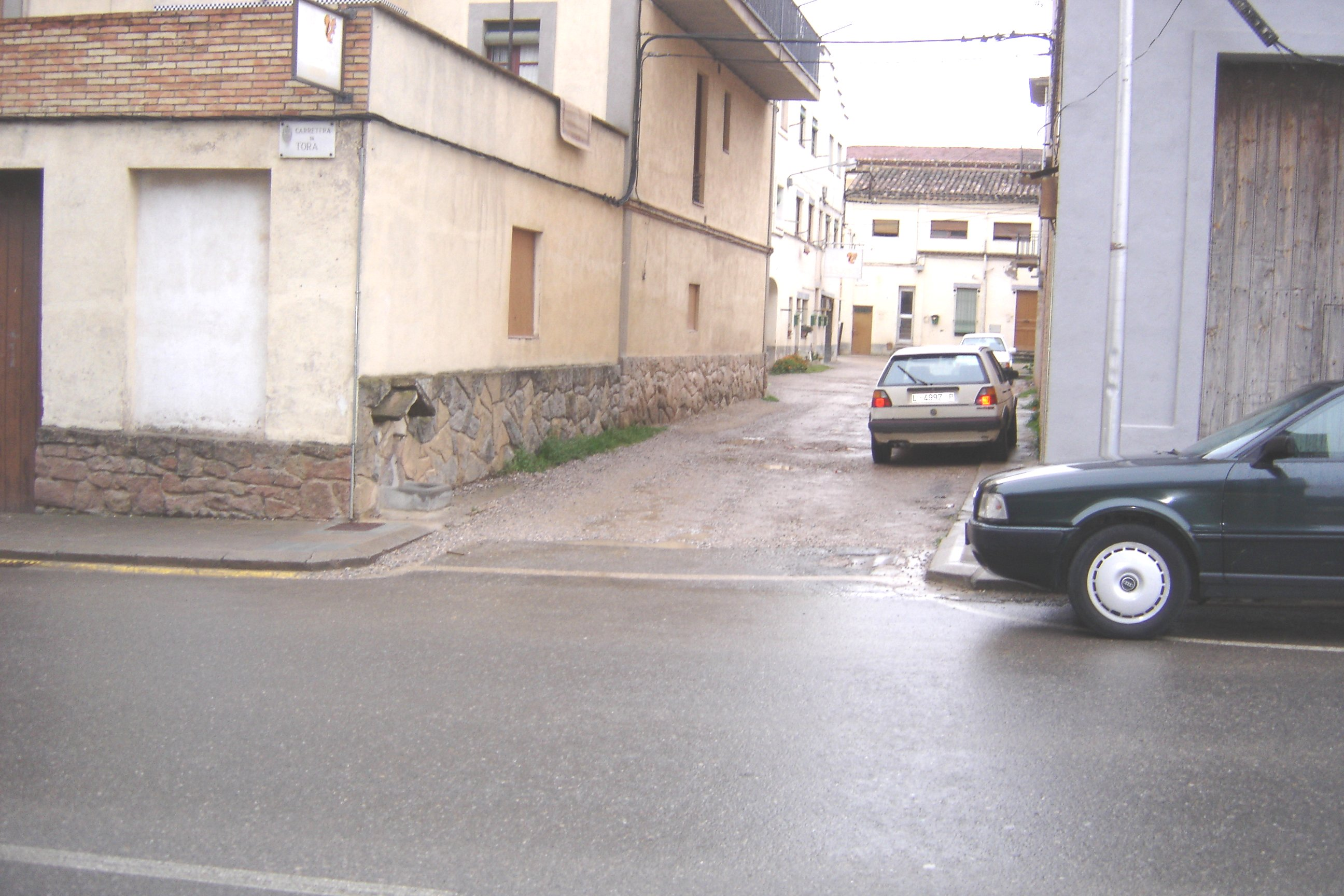
Entorn de la font de la Caputxina

### Font de la plaça de la Catedral
Vegeu: Font de la plaça de la Catedral

### Font de la plaça de Palau
La font de la plaça de Palau és una font de la ciutat de Solsona, a la comarca catalana del Solsonès.
No és una deu natural sinó que està connectada a la xarxa de proveïment d'aigües de la ciutat. Es troba al centre de la plaça del Palau Episcopal. És una font exclusivament ornamental obrada en pedra picada que s'aixeca al bell mig de la plaça. Consta de dues piques circulars sobreposades. Per sobre de la superior hi ha quatre cap de lleó de la boca dels quals hi brolla un raig d'aigua. La font és rematada per un fanal de ferro forjat amb cinc fanals. És de construcció moderna

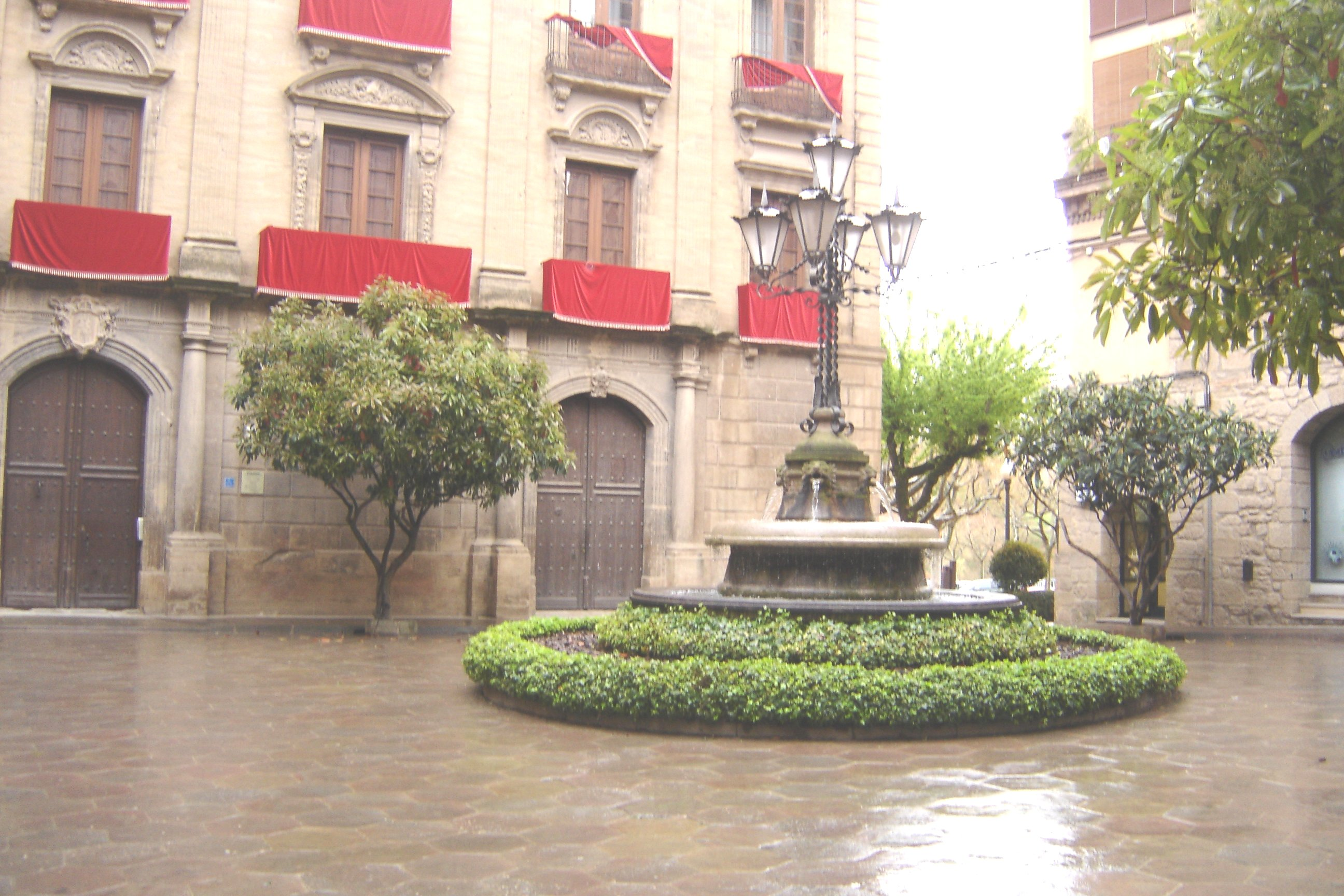
Entorn de la font

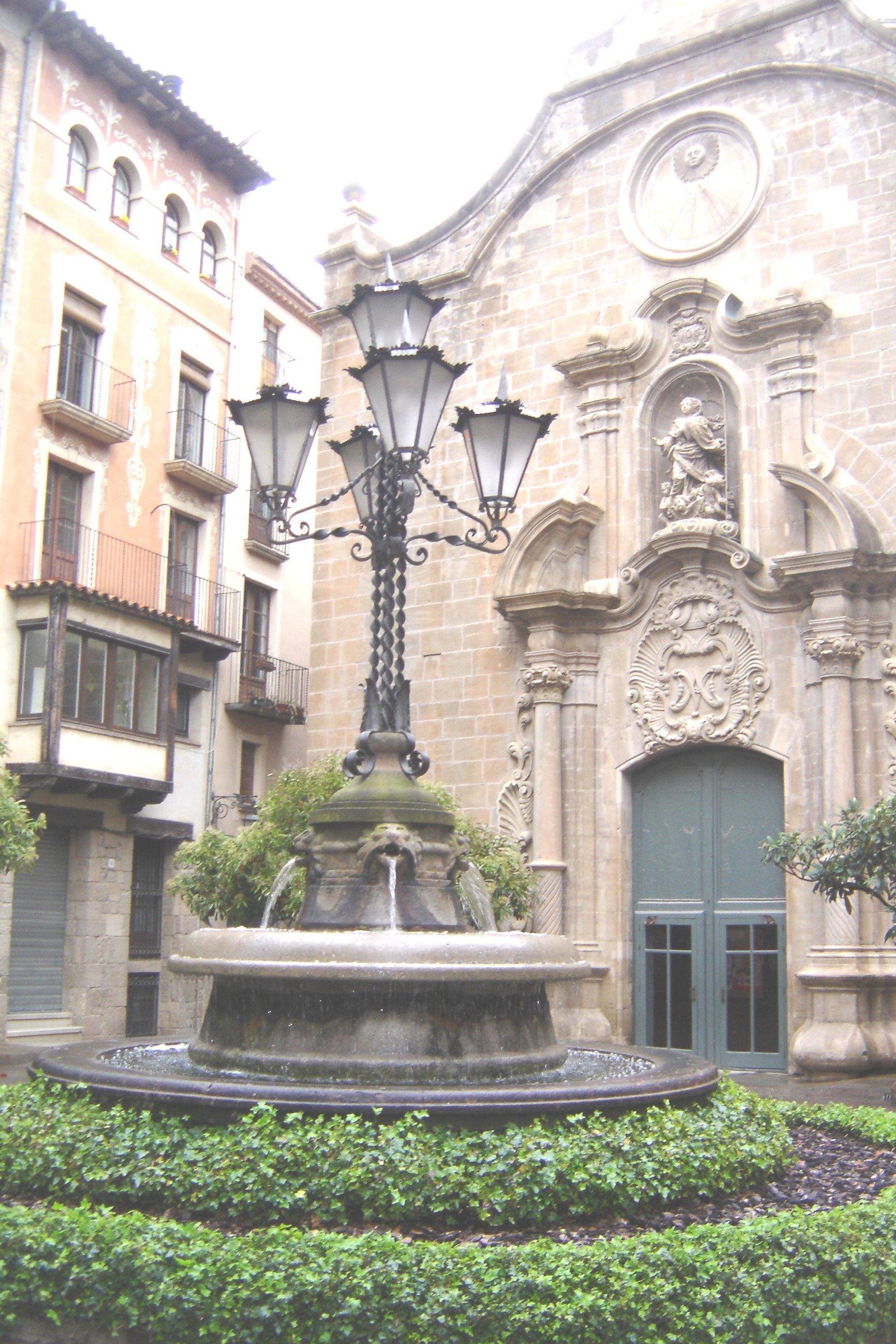
Vista de la font

### Font de la plaça del Consell Comarcal
La font de la plaça del Consell Comarcal és una font metàl·lica d'aixeta de polsador de la ciutat de Solsona, a la comarca catalana del Solsonès.
No és una deu natural sinó que està connectada a la xarxa de proveïment d'aigües de la ciutat. Es troba davant de la portalada d'accés al palau, actual seu del Consell Comarcal del Solsonès des d'aquesta plaça. És de construcció moderna

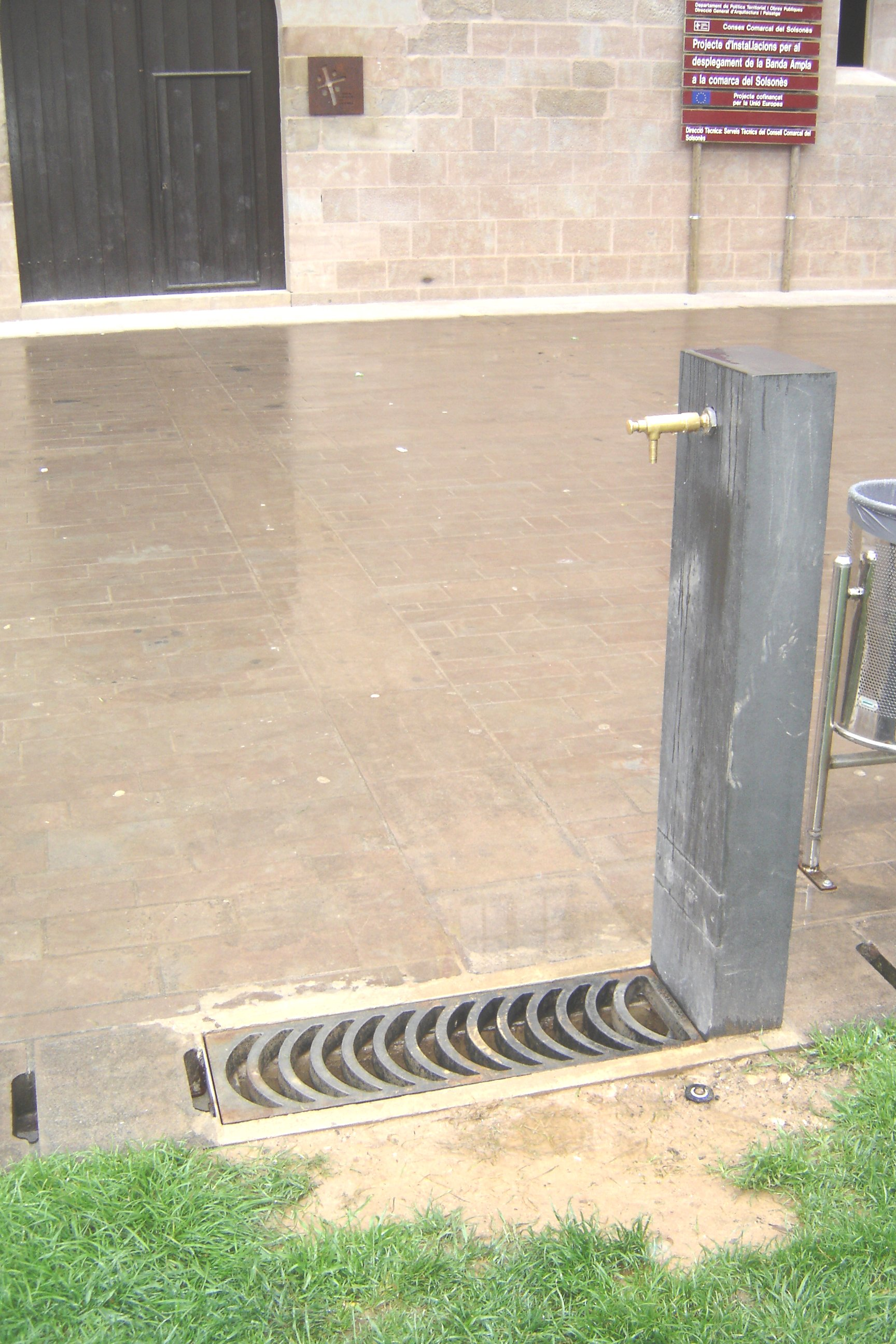
La font

### Font de la plaça de Sant Joan
Vegeu: Font de la plaça de Sant Joan

### Font de la plaça Sant Jordi
La font de la plaça Sant Jordi és una font de la ciutat de Solsona, a la comarca catalana del Solsonès.
No és una deu natural sinó que està connectada a la xarxa de proveïment d'aigües de la ciutat. Es troba al costat nord-oriental de la plaça Sant Jordi. És una font metàl·lica de doble aixeta de polsador, de construcció recent.

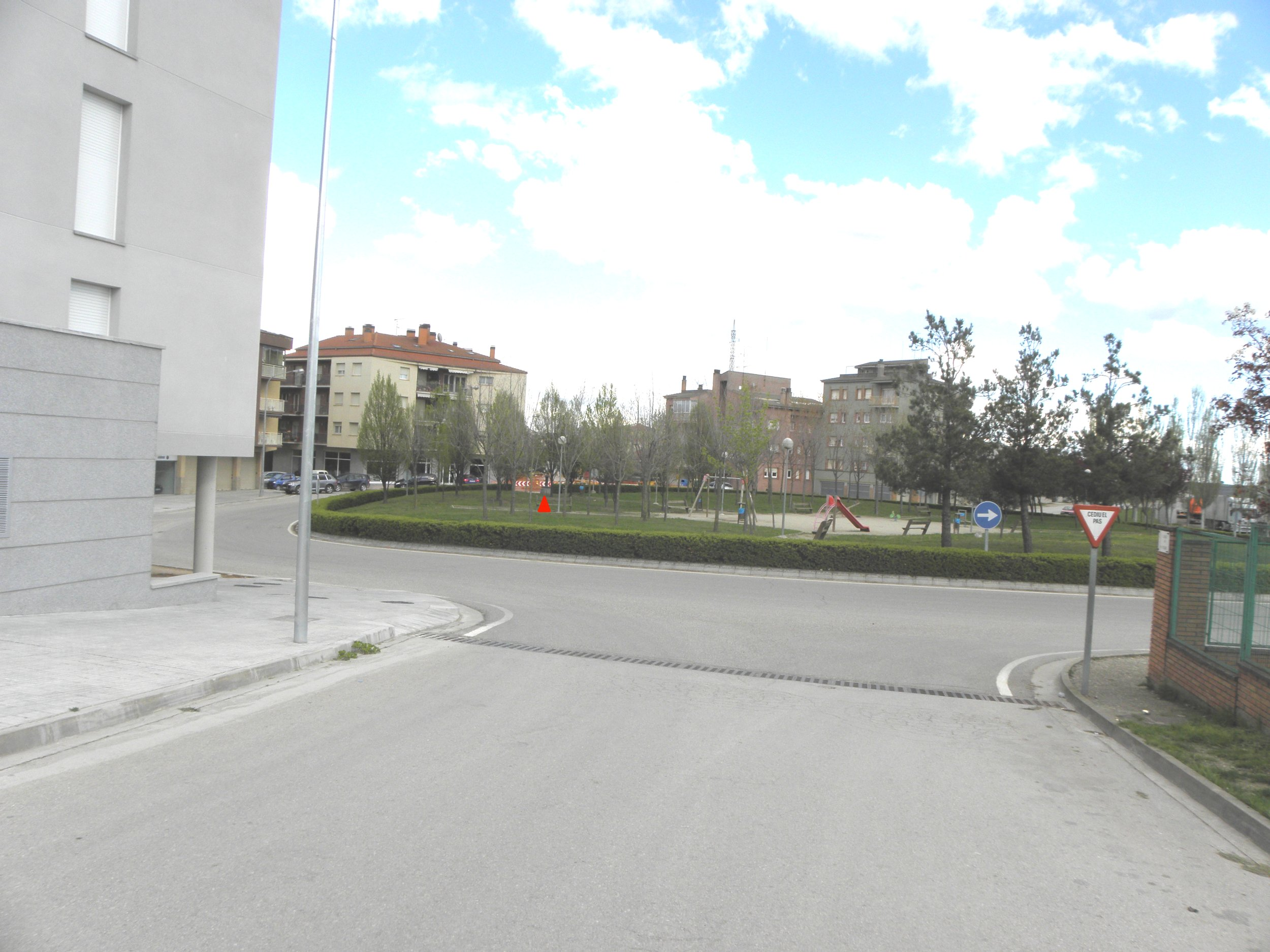
La plaça Sant Jordi. La font es troba al lloc assenyalat amb un triangle vermell

### Font de la plaça Sant Pere
La font de la plaça Sant Pere és una font de broc amb aixeta de polsador obrada en pedra de la ciutat de Solsona, a la comarca catalana del Solsonès.
No és una deu natural sinó que està connectada a la xarxa de proveïment d'aigües de la ciutat. Es troba adossada al mur nord d'aquesta plaça del nucli antic de la ciutat. El cap de lleó per la boca del qual brolla l'aigua és obra de l'artista solsoní Manel Casserras i Boix

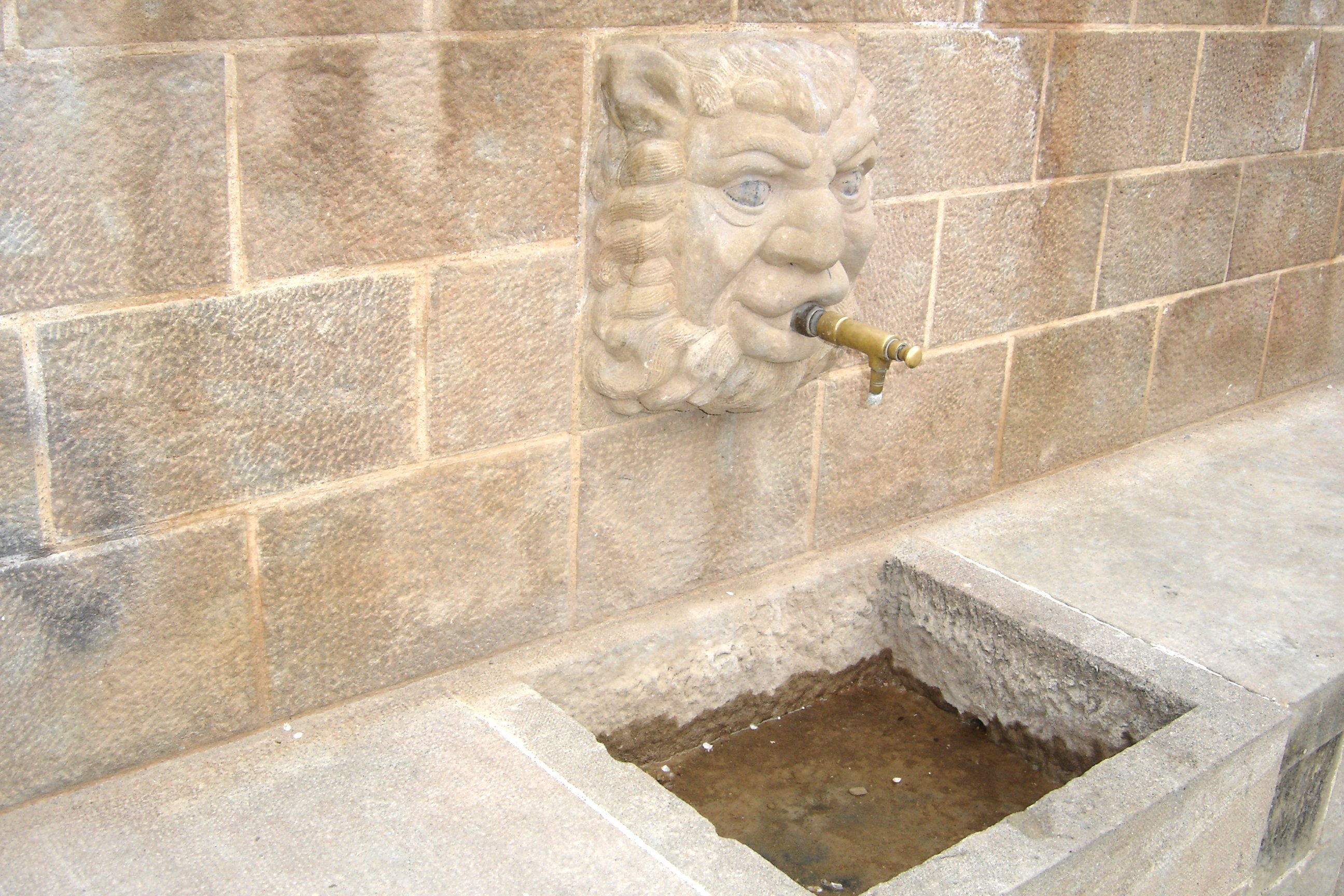
Detall de la font

### Font de la plaça Sant Roc
La font de la plaça Sant Roc és una font metàl·lica d'aixeta de polsador de la ciutat de Solsona, a la comarca catalana del Solsonès.
Es troba al costat SW de i no és una deu natural sinó que està connectada a la xarxa de proveïment d'aigües de la ciutat. A la part central de la plaça, cap a la banda de ponent hi ha una altra font de dues piques circulars sobreposades, obrada en pedra picada i de caràcter exclusivament ornamental i de construcció moderna

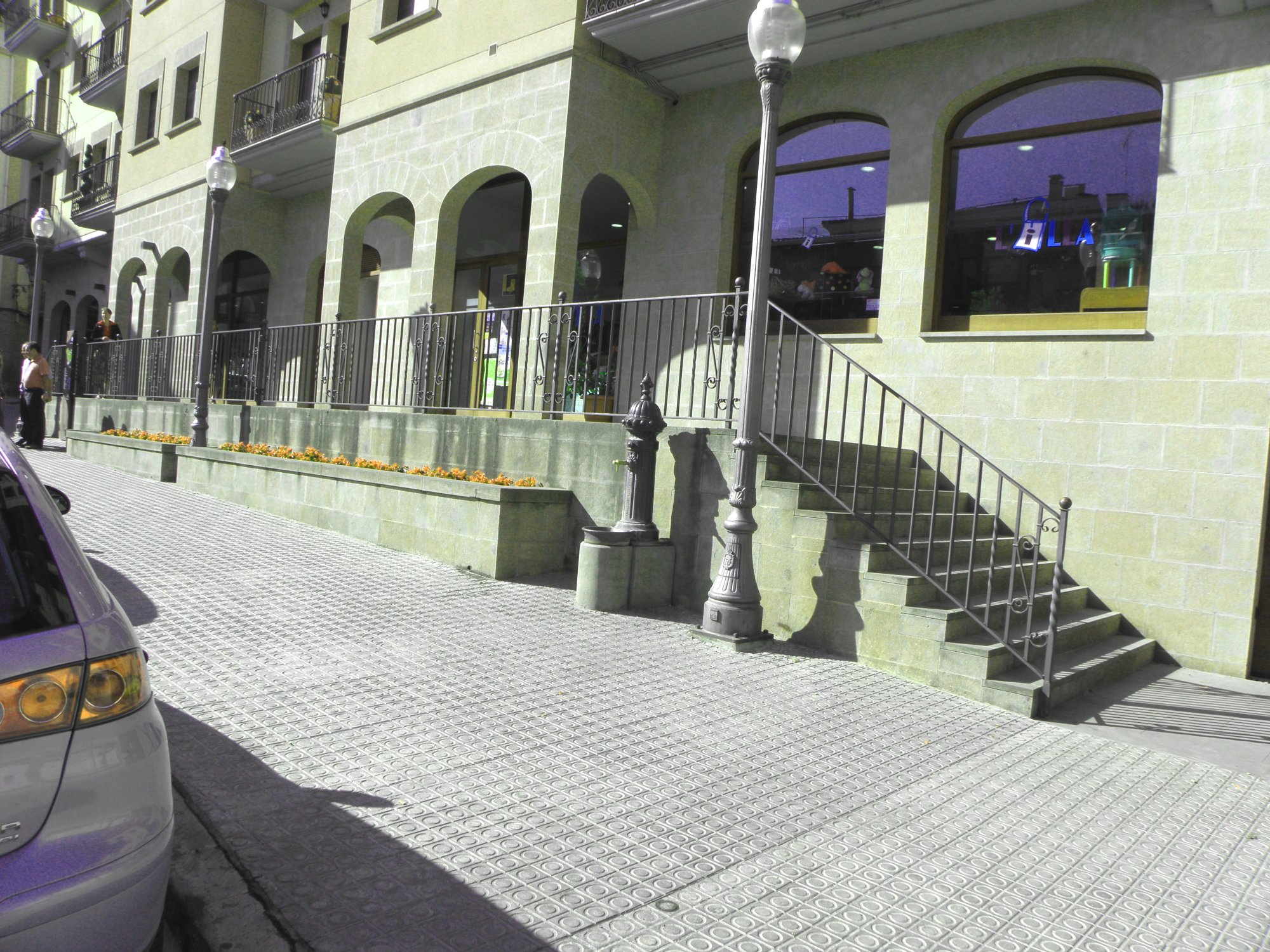
La ubicació de la font.

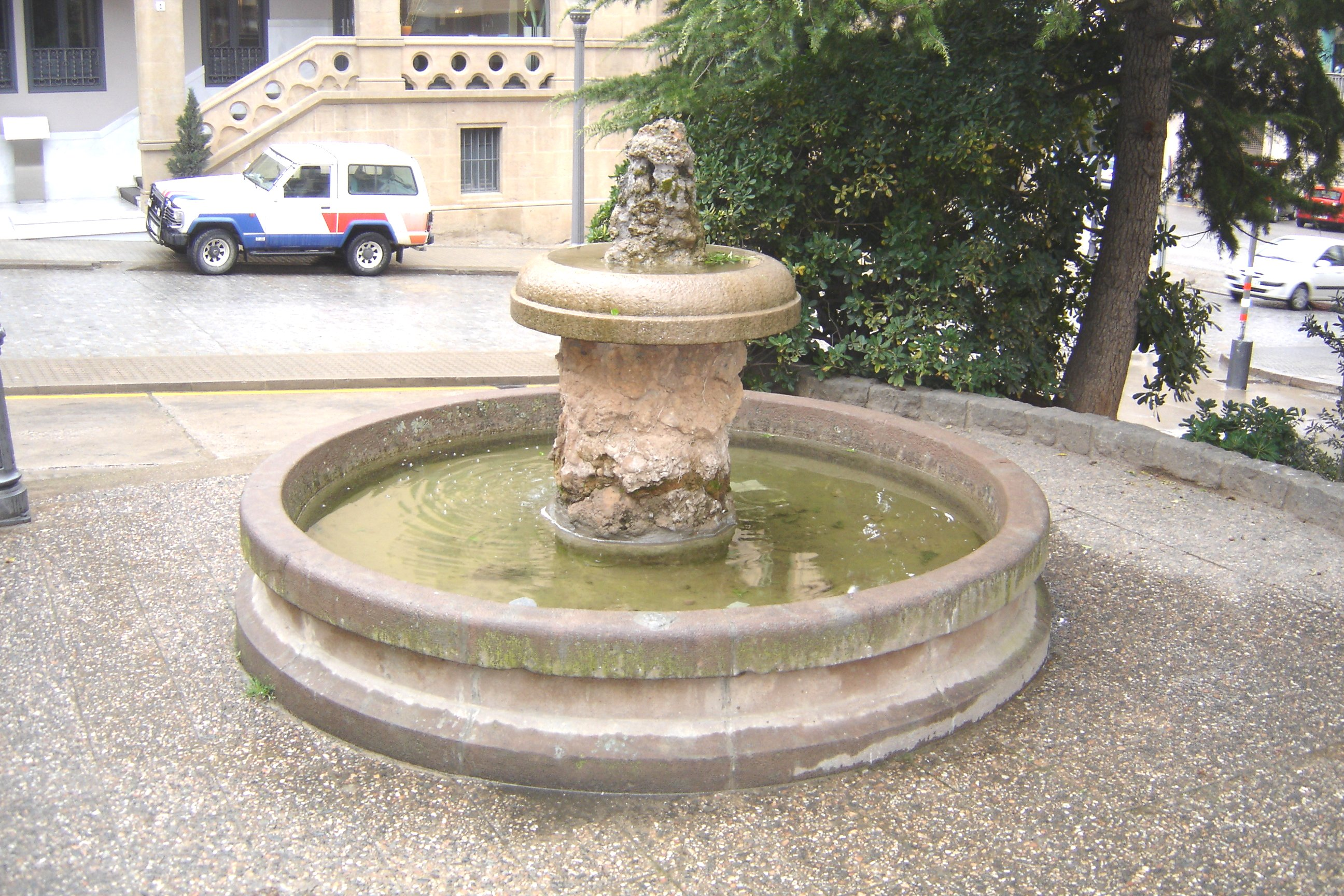
La font ornamental

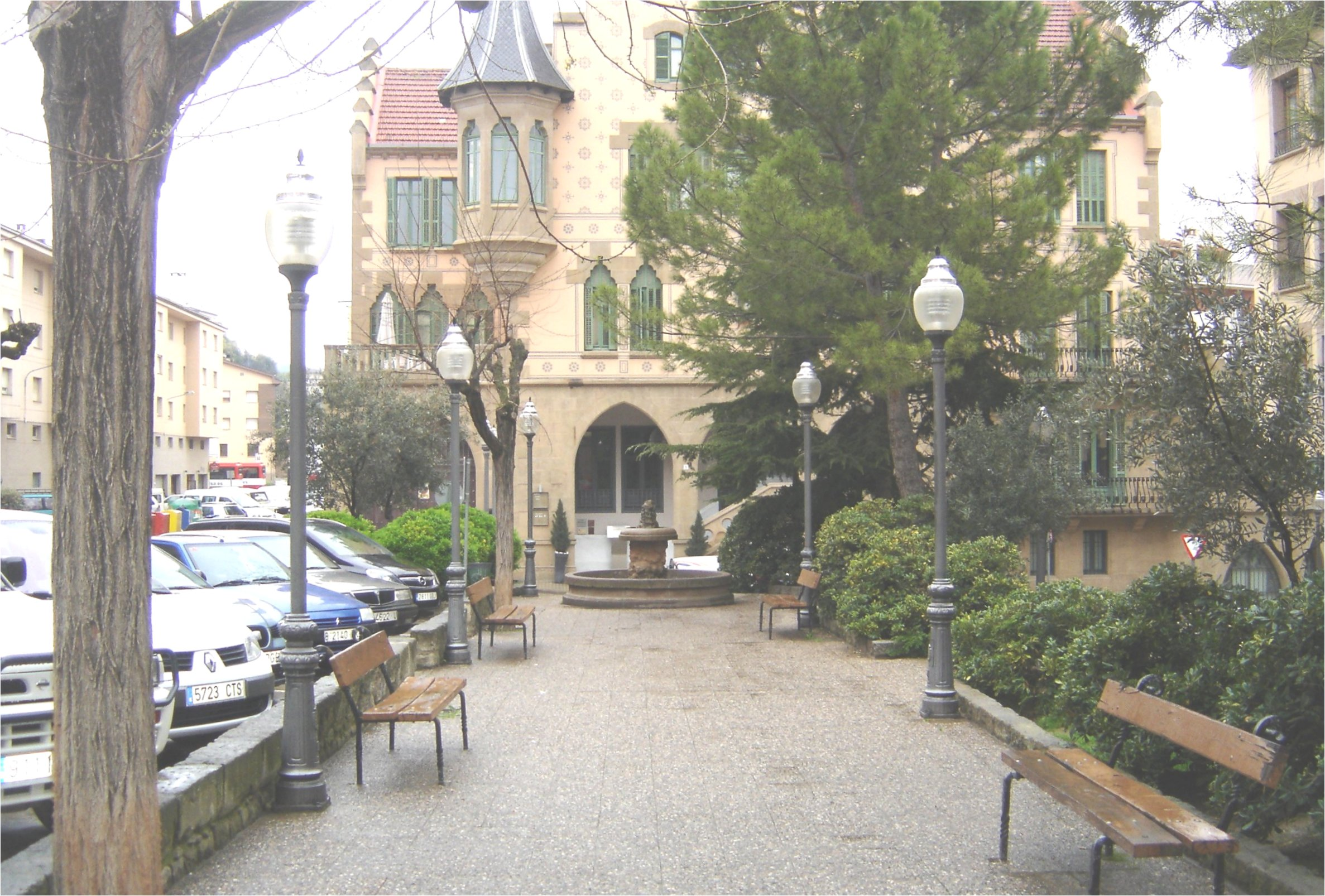
La ubicació de la font ornamental

### Font de l'Ocell
La font de l'Ocell és una font d'aixeta de polsador obrada en pedra que el troba al parc de la Mina, a menys de 2 km. del nucli urbà de Solsona en direcció al nord-oest per la carretera C-26 de la qual la font dista menys de 150 m. Al costat dret de la font, gairebé al nivell del terra, hi ha un petit cóm o pica.
No és una déu natural sinó que és una font canalitzada.

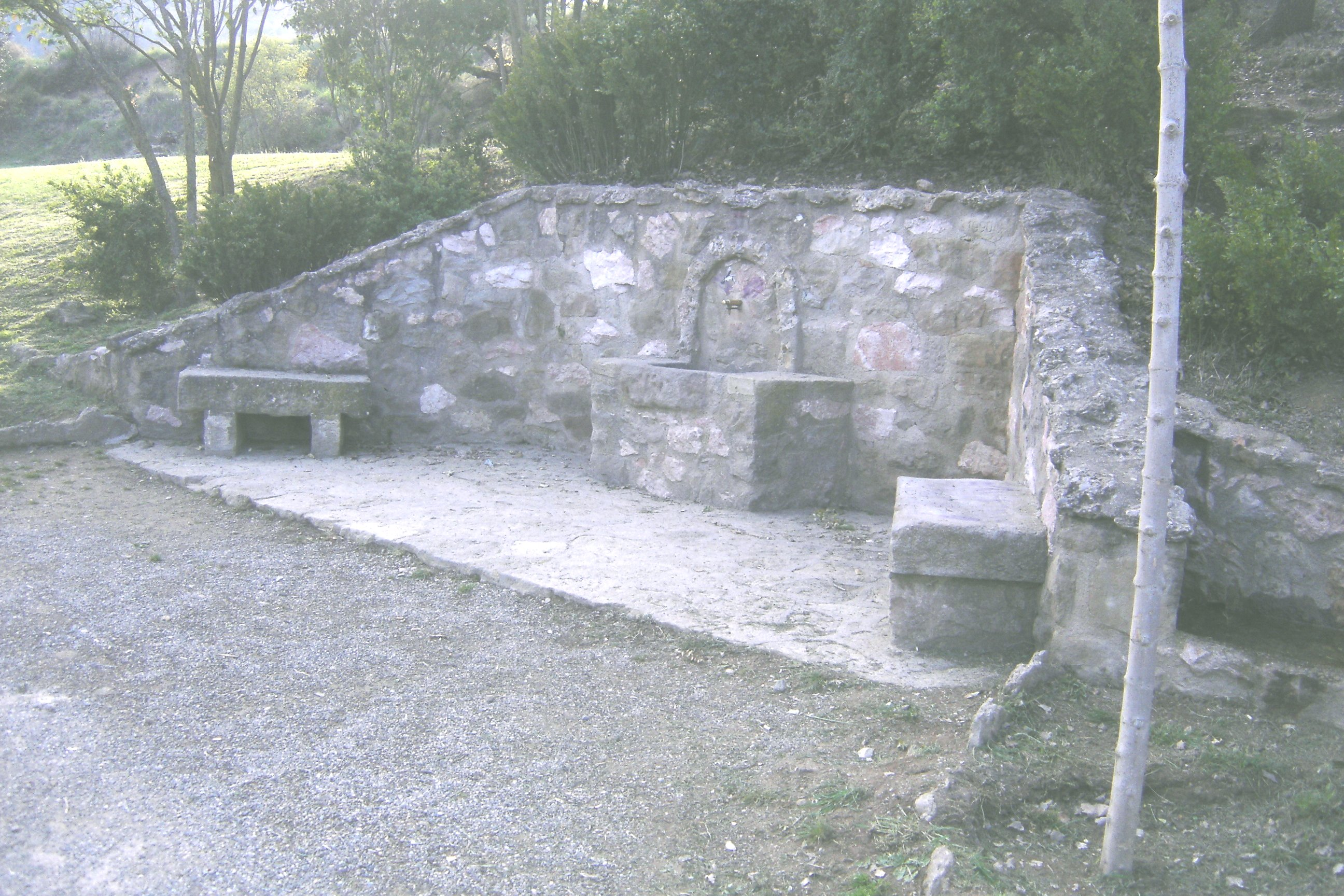
Vista general de la font

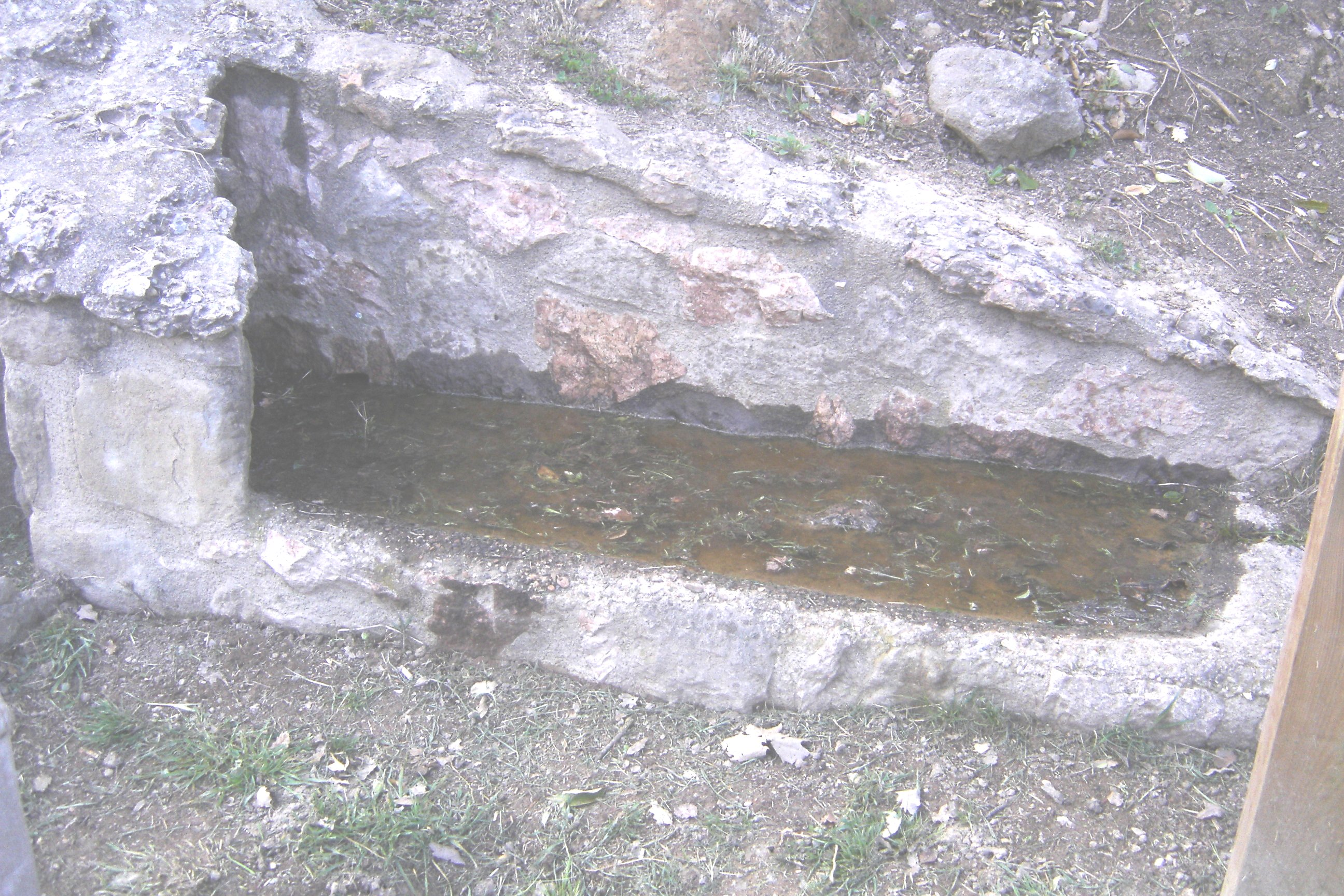
Primer pla del cóm

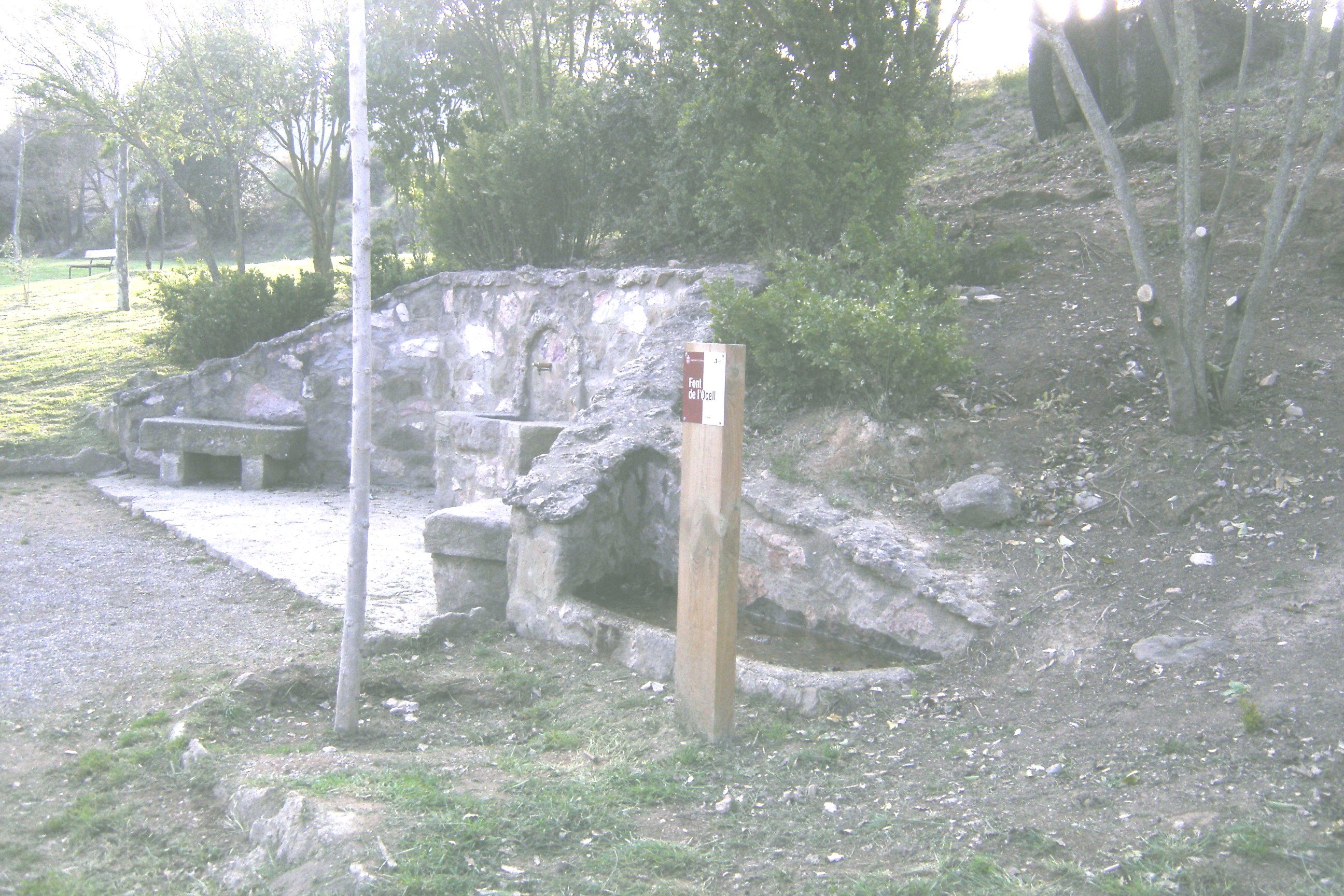
Vista general de la font des del sud-est

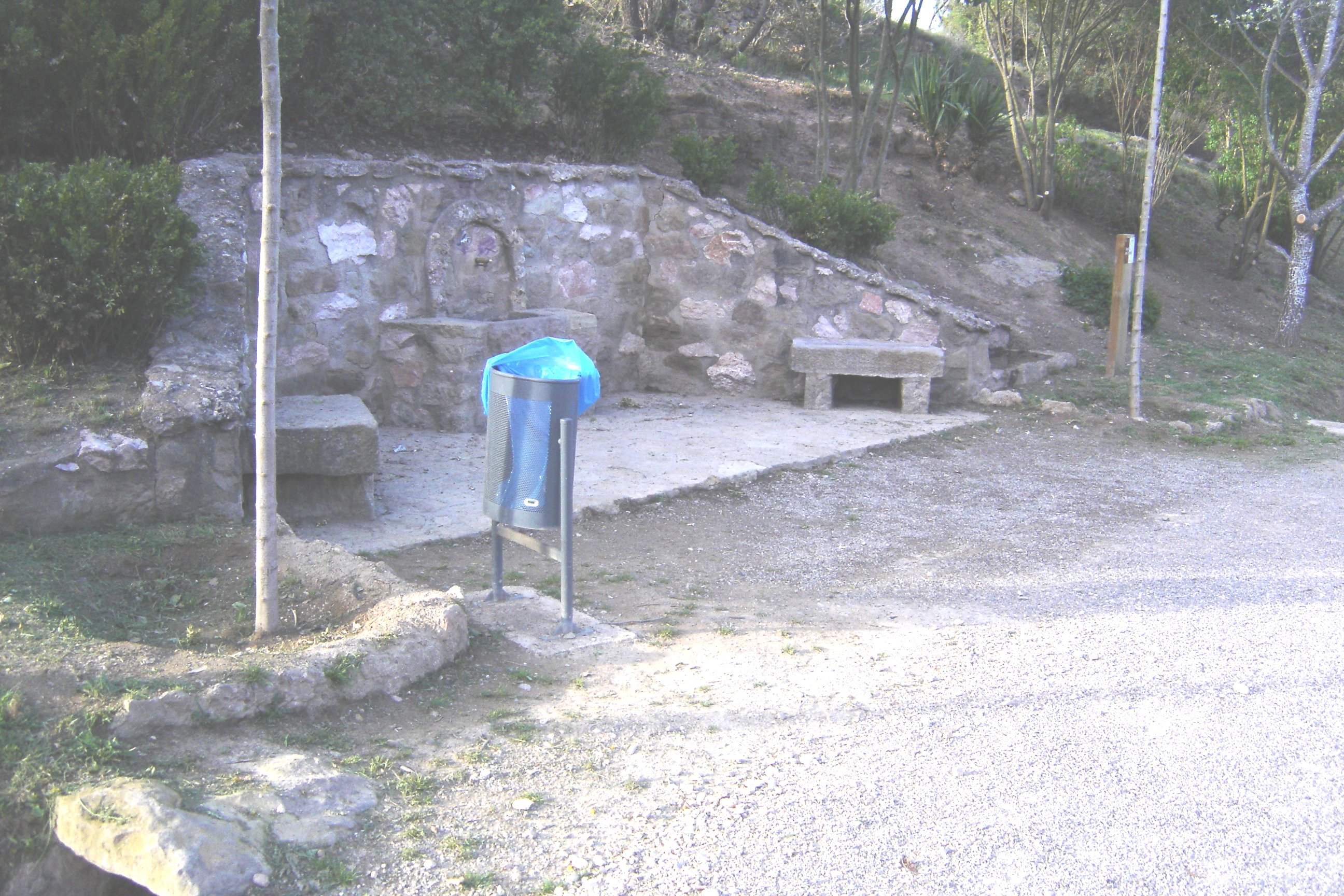
Vista general de la font des del sud-oest

### Font del Manel
La font del Manel és una font metàl·lica d'aixeta de polsador de la ciutat de Solsona, a la comarca catalana del Solsonès.
No és una deu natural sinó que està canalitzada. Es troba a l'inici del parc de la Mare de la Font, sota la capella de Sant Pere Màrtir.

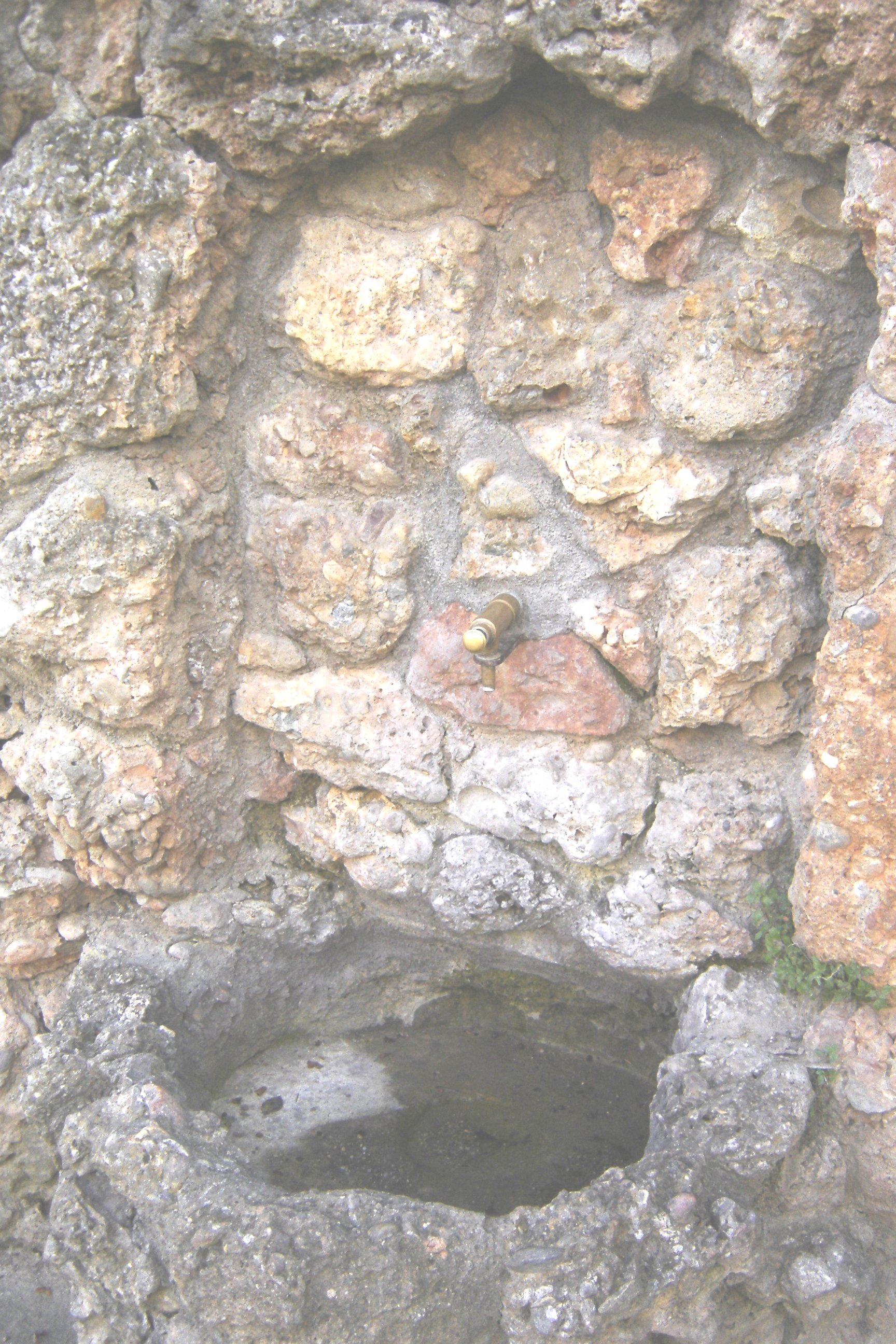
Detall de la font

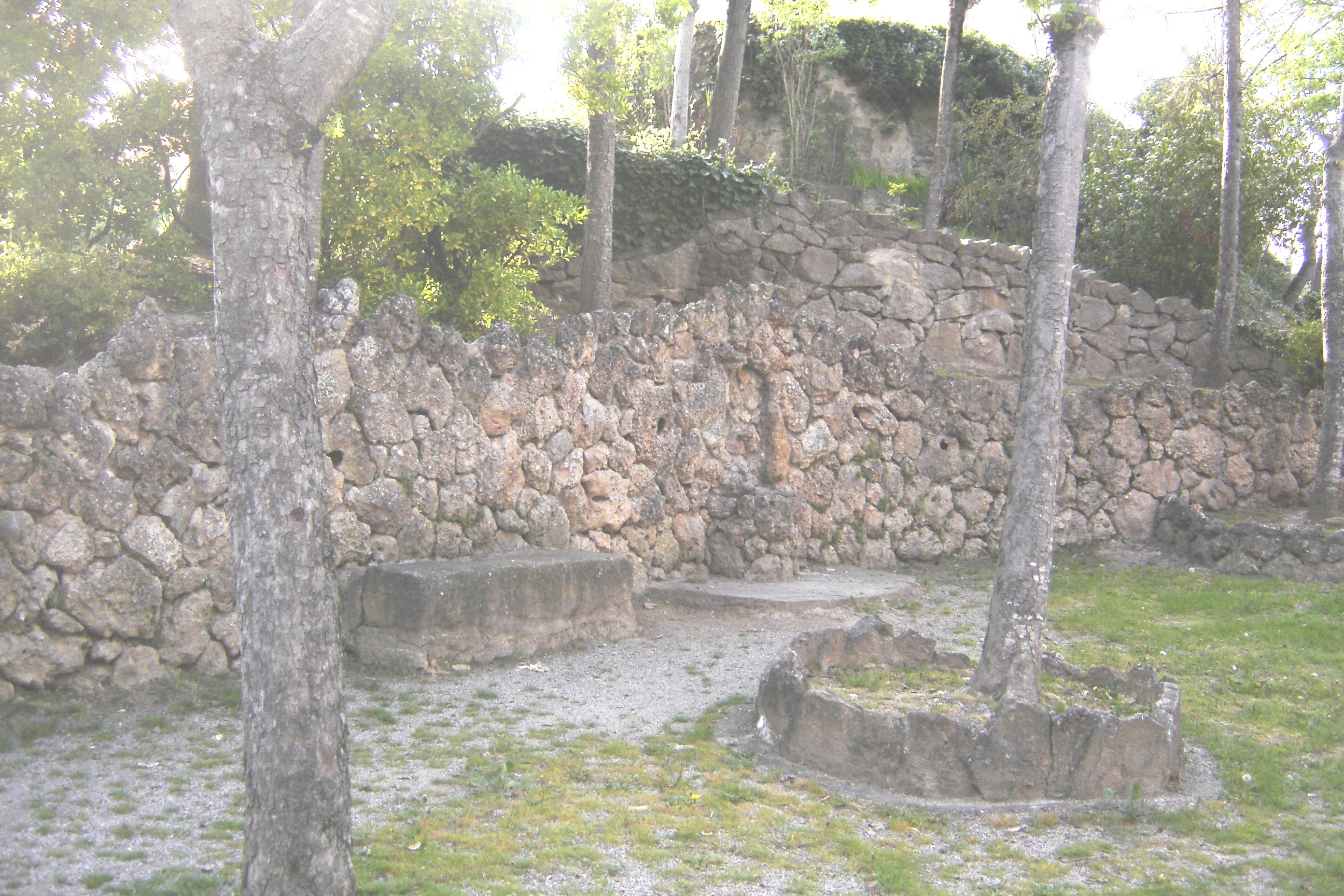
Entorn de la font

### Font del passeig del Vall Calent
La font del passeig del Vall Calent és una font metàl·lica d'aixeta de polsador de la ciutat de Solsona, a la comarca catalana del Solsonès.
No és una deu natural sinó que està connectada a la xarxa de proveïment d'aigües de la ciutat. Es troba a l'inici del passeig del Vall Calent, al costat de ponent del palau Episcopal i davant del monument a la sardana.

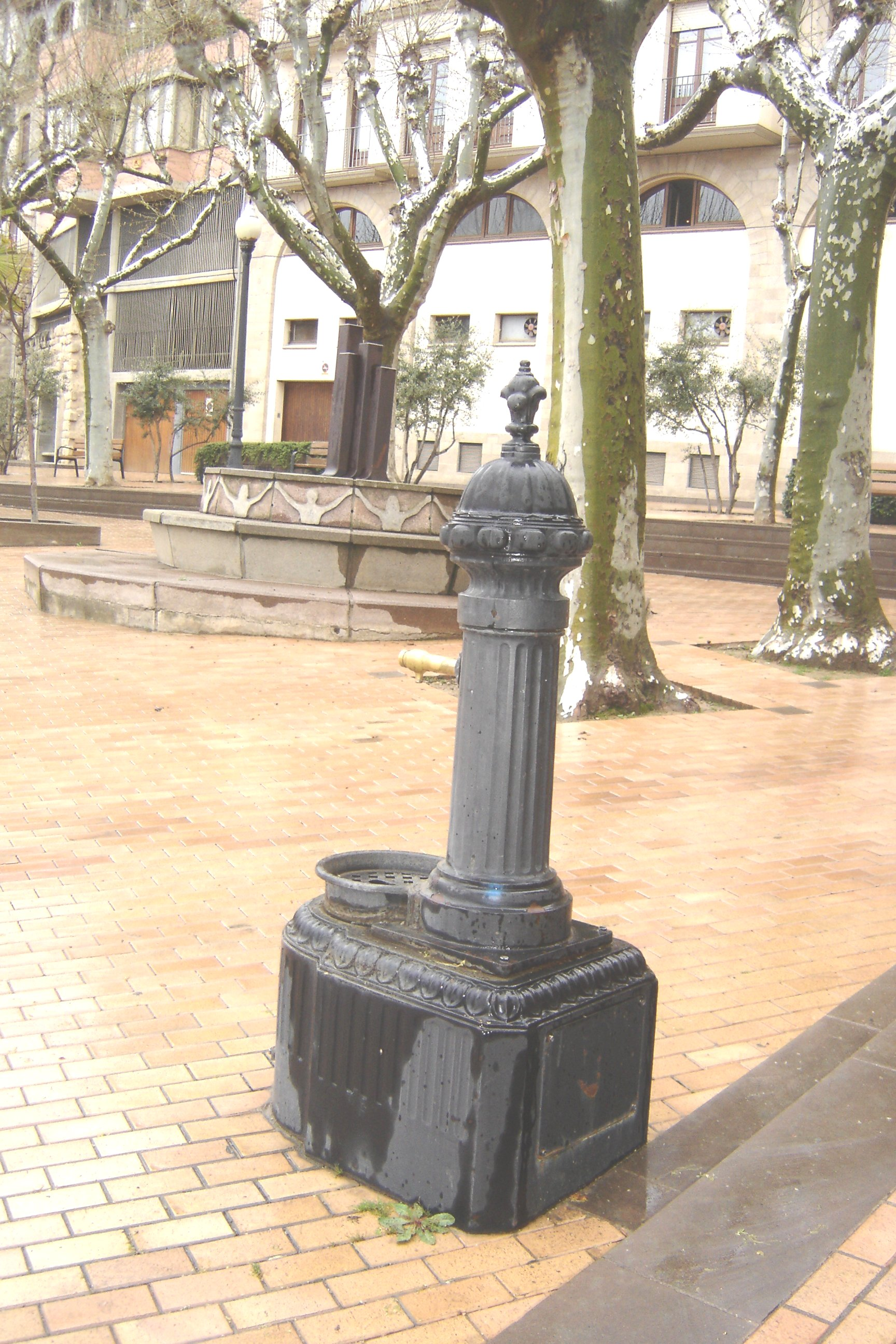
La font

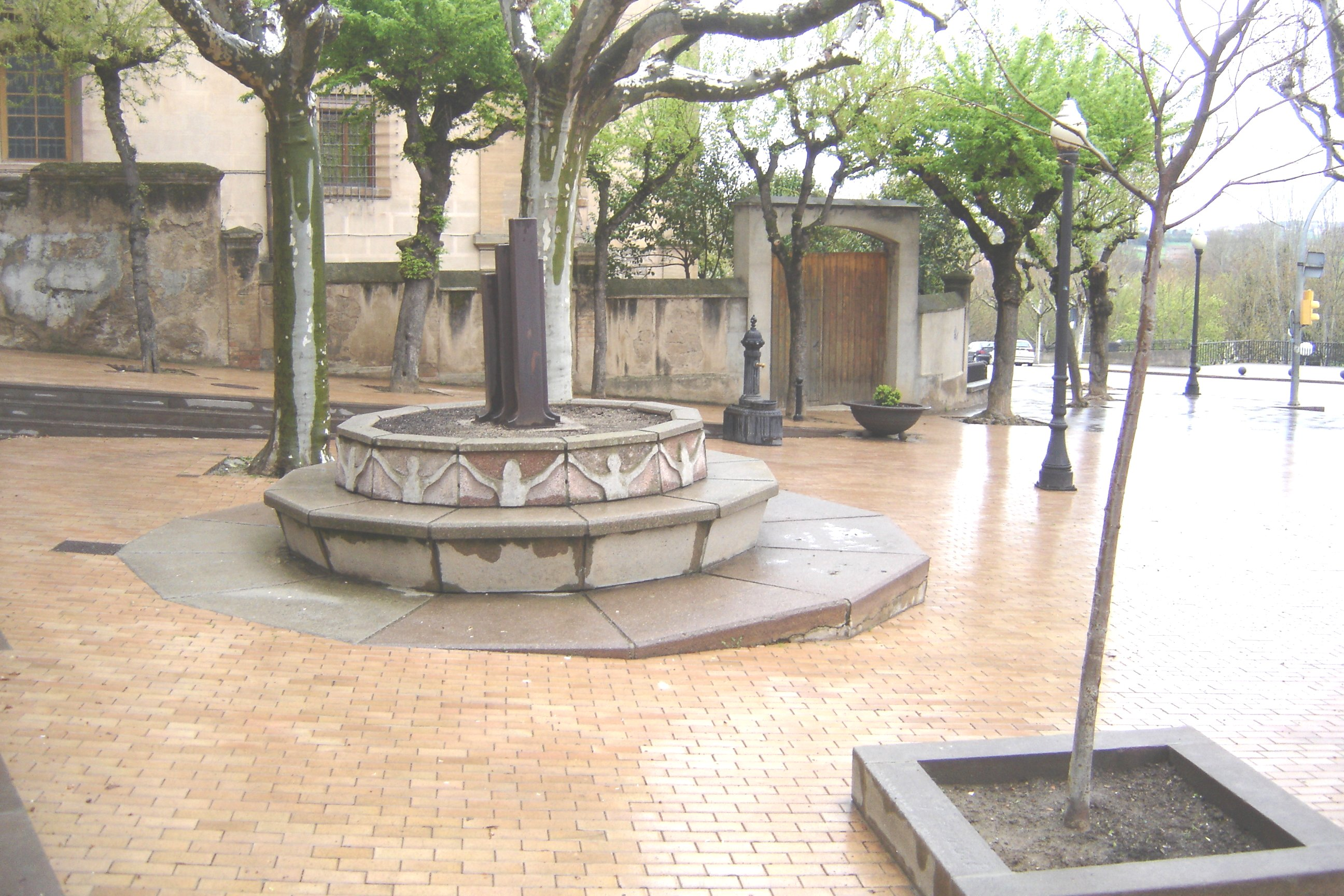
Monument a la sardana i la font del passeig del Vall Calent

### Font del passeig Pare Claret
La font del passeig Pare Claret és una font metàl·lica d'estructura vertical amb dues piques i dues aixetes de polsador de la ciutat de Solsona, a la comarca catalana del Solsonès.
No és una deu natural sinó que està connectada a la xarxa de proveïment d'aigües de la ciutat. Es troba al final del passeig Pare Claret, davant de les escalinates que donen accés a l'església dels Claretians. La font, coronada per quatre fanals, té una estructura similar a la font de Canaletes de les rambles barcelonines. Potser és per aquesta causa que aquesta font solsonina sigui el punt de celebració dels culers solsonins.

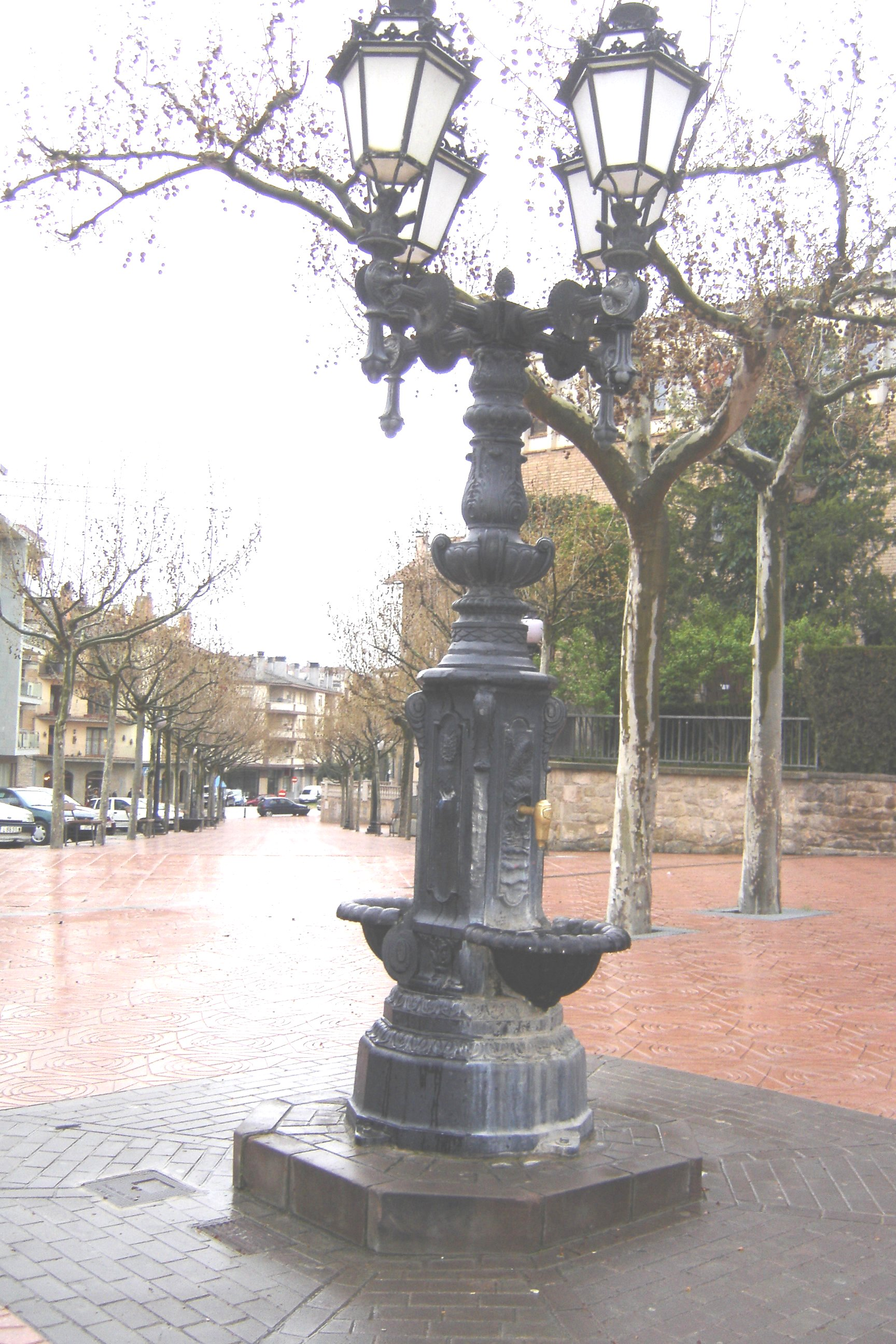
Detall de la font amb la farola

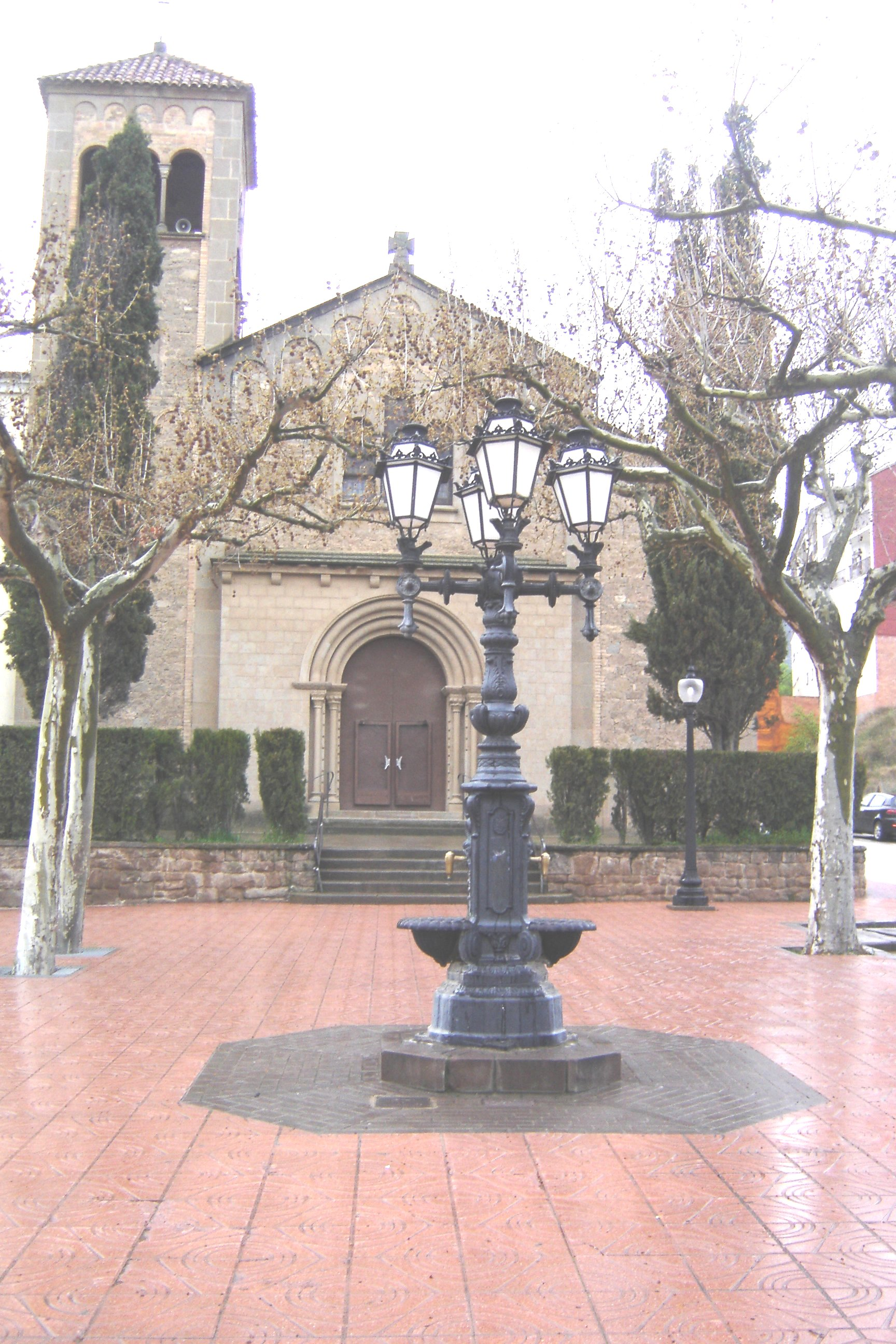
La font, davant de l'església dels Claretians

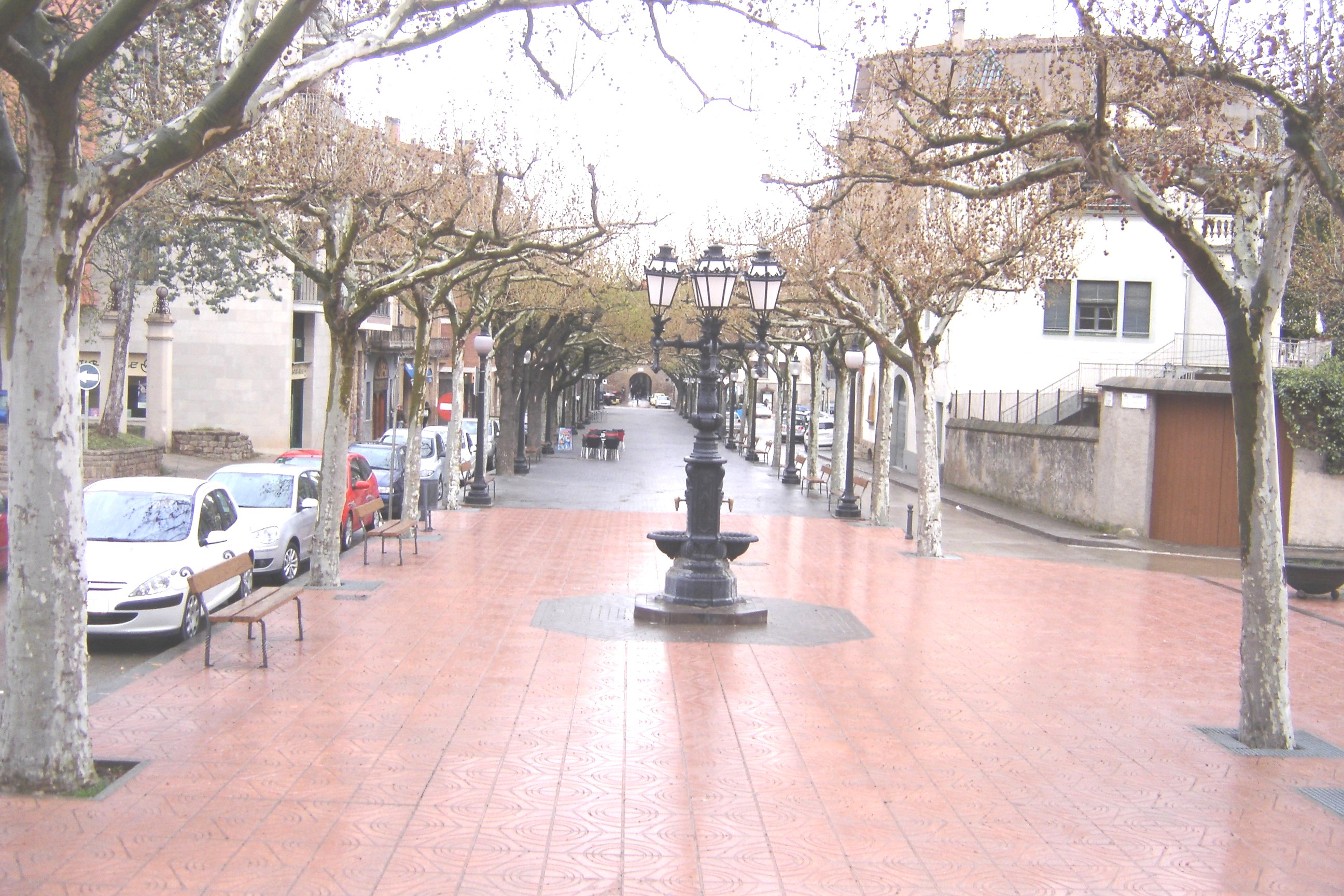
El passeig Pare Claret, amb la font en primer terme

### Font dels Safaretjos
La font dels Safaretjos és una font obrada en pedra picada amb aixeta metàl·lica de polsador i pica inferior de la ciutat de Solsona, a la comarca catalana del Solsonès.
No és una deu natural sinó que està connectada a la xarxa de proveïment d'aigües de la ciutat. Es troba a l'extrem superior del Vall Fred adossada al mur oest que clou els Safaretjos Municipals. Reformada només fa uns quants anys, anteriorment la font era de broc metàl·lic del qual brollava el raig damunt una pica de ciment que vessava l'aigua en un cóm de forma trapezoïdal, també obrat en ciment i adossat al racó de Cal Joan del Portal.

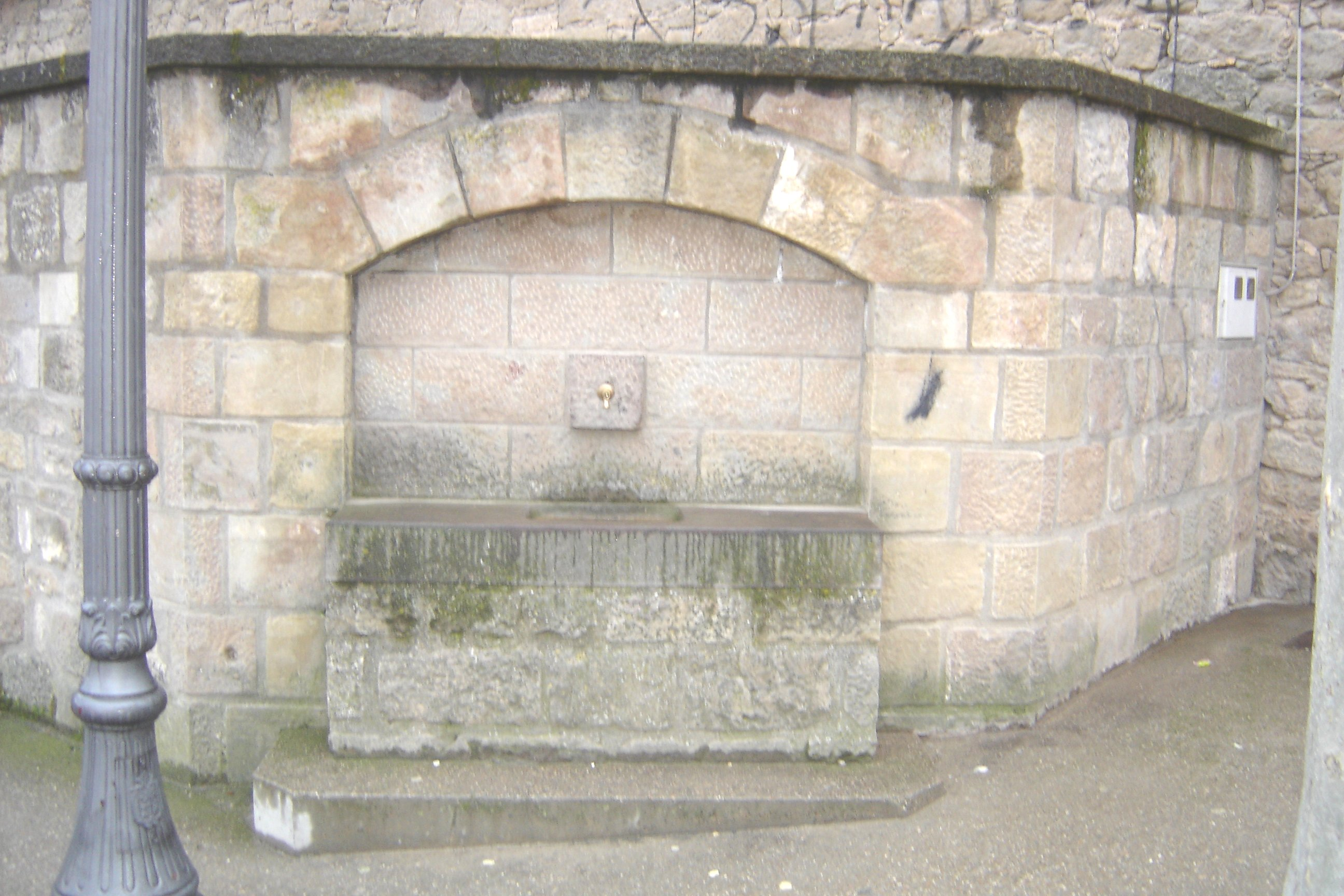
Vista frontal de la font

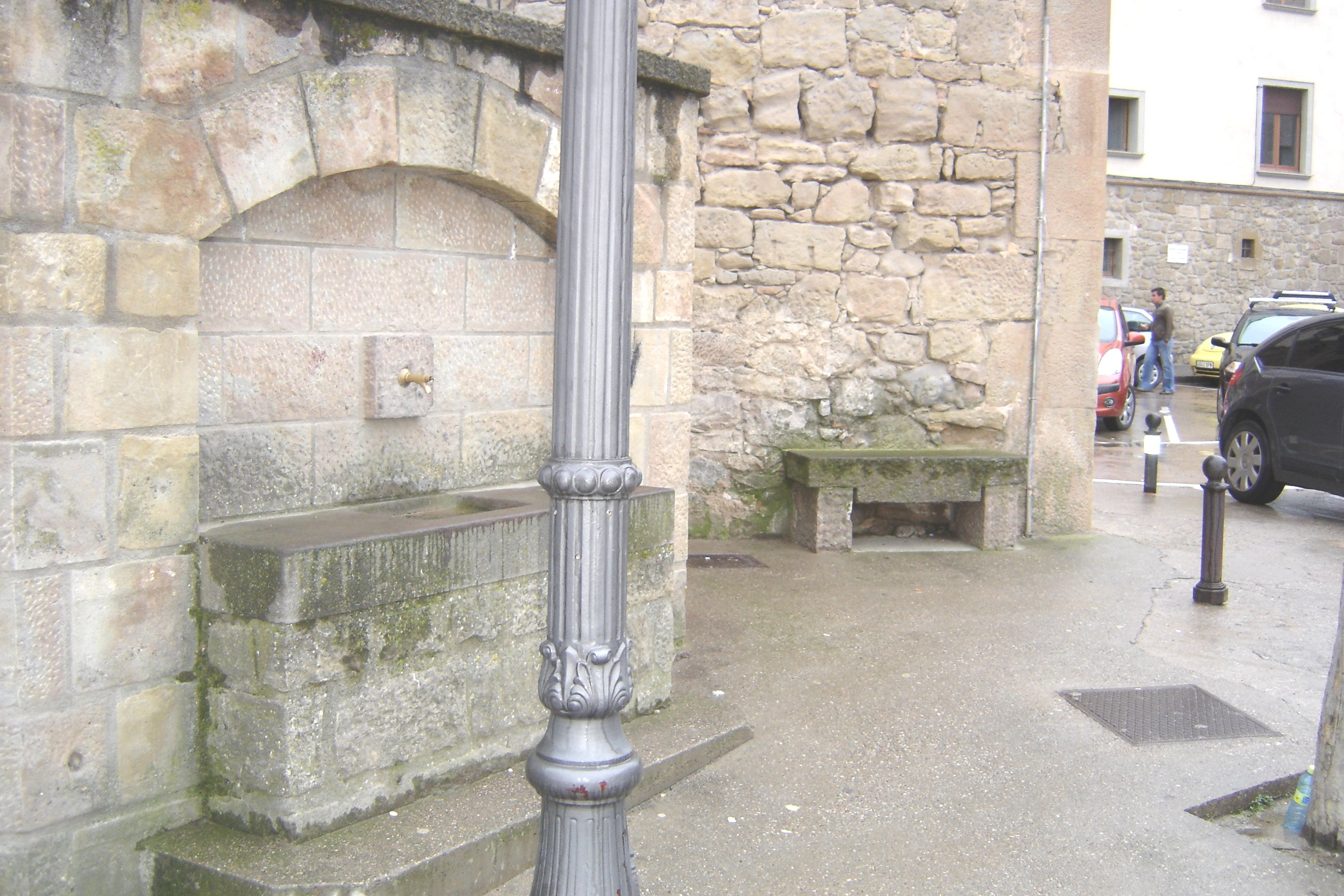
Entorn de la font